# St. Antonius (Schuttertal)

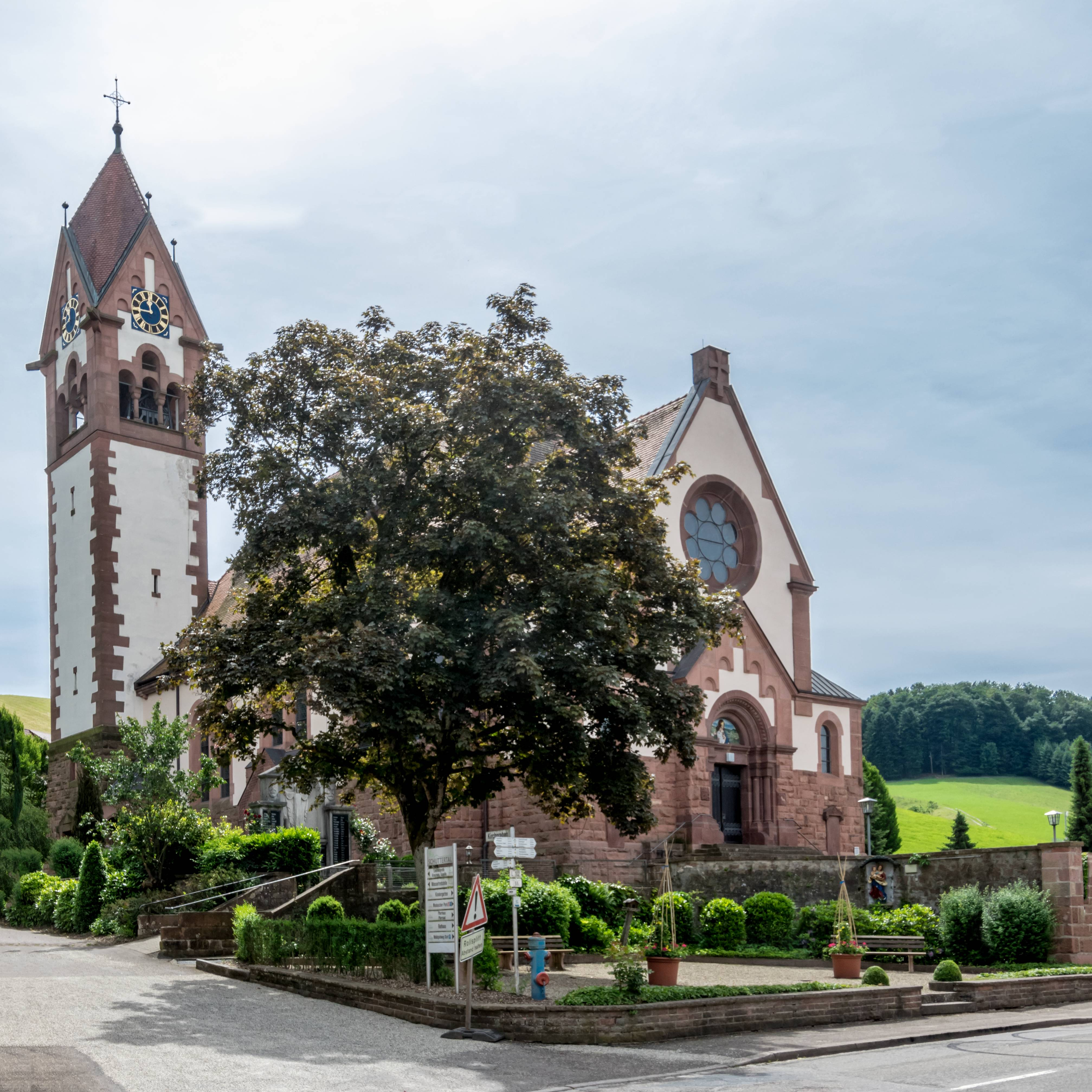
St. Antonius von Nordwest

St. Antonius ist die römisch-katholische Pfarrkirche von Schuttertal, einem Teil der politischen Gemeinde Schuttertal im Ortenaukreis von Baden-Württemberg. Die Pfarrgemeinde gehört mit den weiteren Pfarreien der politischen Gemeinde Schuttertal, St. Johannes in Dörlinbach und St. Romanus in Schweighausen, zur Seelsorgeeinheit Kirche an der Schutter des Erzbistums Freiburg, einem Zusammenschluss der ehemaligen Seelsorgeeinheiten Schuttertal, St. Franziskus und Lahr. Die Kirche wurde von dem Leiter des Erzbischöflichen Bauamts Freiburg, Raimund Jeblinger, in neuromanischem Stil mit für den Architekten charakteristischen Jugendstilelementen entworfen und von 1907 bis 1909 errichtet. Ihr Schutzheiliger ist der altägyptische Einsiedler Antonius Eremita. Ihre Geschichte wurde vor allem von dem Schuttertaler Lehrer und Denkmalpfleger Gerhard Finkbeiner (1940–2009) erforscht.

## Geschichte

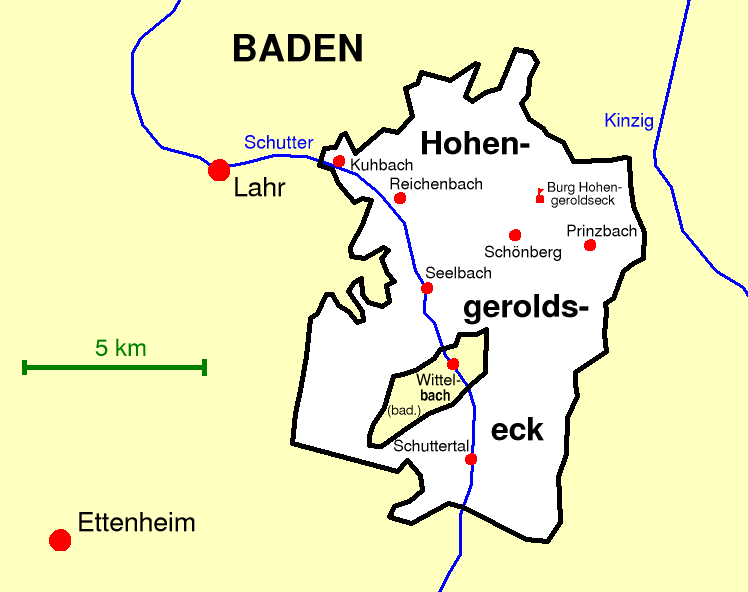
Grafschaft Hohengeroldseck 1819.

Schuttertal wird erstmals 1270 in einer Urkunde genannt, in der die Dominikanerklöster von Straßburg und Freiburg im Breisgau ihre Bezirke gegeneinander abgrenzen: „Die Brüder von Straßburg sollen ihre Gebiete über dem Rhein zurückerhalten, nämlich Lare (Lahr) […] und ganz Schutertal (Schuttertal). […] Abgehandelt im Jahr des Herrn 1270, in der 13. Indiktion, am Vortag der Iden des März (14. März), in Colmar.“ Im 13. Jahrhundert gehörte Schuttertal den Herren von Geroldseck, die auch das Patronatsrecht besaßen, darunter das Recht zur Mitsprache bei der Berufung eines Geistlichen. Bei einer Teilung 1277 wurde Schuttertal Teil der Oberen Herrschaft mit dem Herrschaftsmittelpunkt Burg Hohengeroldseck und teilte fortan deren Schicksal, so die Zugehörigkeit zur Kurpfalz von 1486 bis 1504 und zu den Grafen von Cronberg von 1634 bis 1692. 1819 kam es an das Großherzogtum Baden.
Ein „rector ecclesiae“ in Schuttertal wird 1300 genannt, doch geht die Pfarrei vermutlich ins 11. Jahrhundert zurück, als die Verehrung des heiligen Antonius zu wachsen begann. Im 15. Jahrhundert wallfahrtete man gern zum Schuttertaler heiligen Antonius. Nach dem Augsburger Religionsfrieden von 1555 bestimmte das Rechtsprinzip cuius regio, eius religio die Konfessionen auch in den Hohengeroldsecker Landen.
- Quirin Gangolf von Geroldseck (1527–1569) führte das evangelische Bekenntnis ein.
- Sein minderjähriger Sohn Jakob (1564–1634) kam unter die Vormundschaft des Grafen Karl II. von Hohenzollern-Sigmaringen, der das Gebiet rekatholisierte.
- Kaum war Jakob volljährig, setzte er wieder evangelische Geistliche ein.
- Mit den ihm 1634 folgenden Grafen von Cronberg kehrte der katholische Glaube zurück. In einem Visitationsprotokoll von 1666 heißt es: „Im Jahre 1634 begannen von neuem die katholischen Bußübungen in diesem Gebiet, weil die hießigen Bewohner Lutherianer waren.“ Ferner: „Man sollte darüber nachdenken, wie in Schuttertal die Wallfahrt zum hl. Antonius wieder aufgenommen werden könnte“.[6]

Nach 1634 hatte Schuttertal zunächst keinen eigenen Pfarrer; zuständig war der Pfarrer von St. Nikolaus im nördlich benachbarten Seelbach. 1735 kehrte sich die Beziehung um: Seelbach gehörte zu St. Antonius in Schuttertal. Seit 1813 ist St. Nikolaus wieder selbständige Pfarrei.

## Baugeschichte
„In der Gegend sehr malerisch, jedoch in einem bejammernswerten Bauzustand“, hieß es 1874 in Schuttertaler Bauakten über den Vorgängerbau. Er besaß einen alten Turm an der Eingangsseite mit Satteldach und einer Spitzbogenöffnung zum einschiffigen Langhaus. Dieses, mit Rundbogenfenstern, stammte aus dem 17. Jahrhundert, der Chor aus dem 18. Jahrhundert. Der Freiburger Konservator Max Wingenroth (1872–1922) schrieb 1908: „Leider soll die Kirche abgebrochen werden, was sehr bedauerlich wäre, denn das Ganze, insbesondere der Thurm, steht besser in der Landschaft als irgendein sogenannter ‚Styl‘-bau.“
Schon Ende des 18. Jahrhunderts hatte man einen Neubau diskutiert. Aber erst unter Pfarrer Karl Nörber (1845–1924), Neffe des Freiburger Erzbischofs Thomas Nörber, kam er zustande. Am 8. Juli 1906 entschied man sich für eine Kirche im neuromanischen „Styl“ an der Stelle der alten. Nach dem Erzbischöflichen Bauamt sollte der Turm wieder ein Satteldach erhalten, nach den Schuttertälern ein Spitzdach. „Auf stürmisches Verlangen der Gemeinde, den Abschluss des Turms reicher zu gestalten“, einigte man ich auf ein Rhombendach.

Alte Ansichten
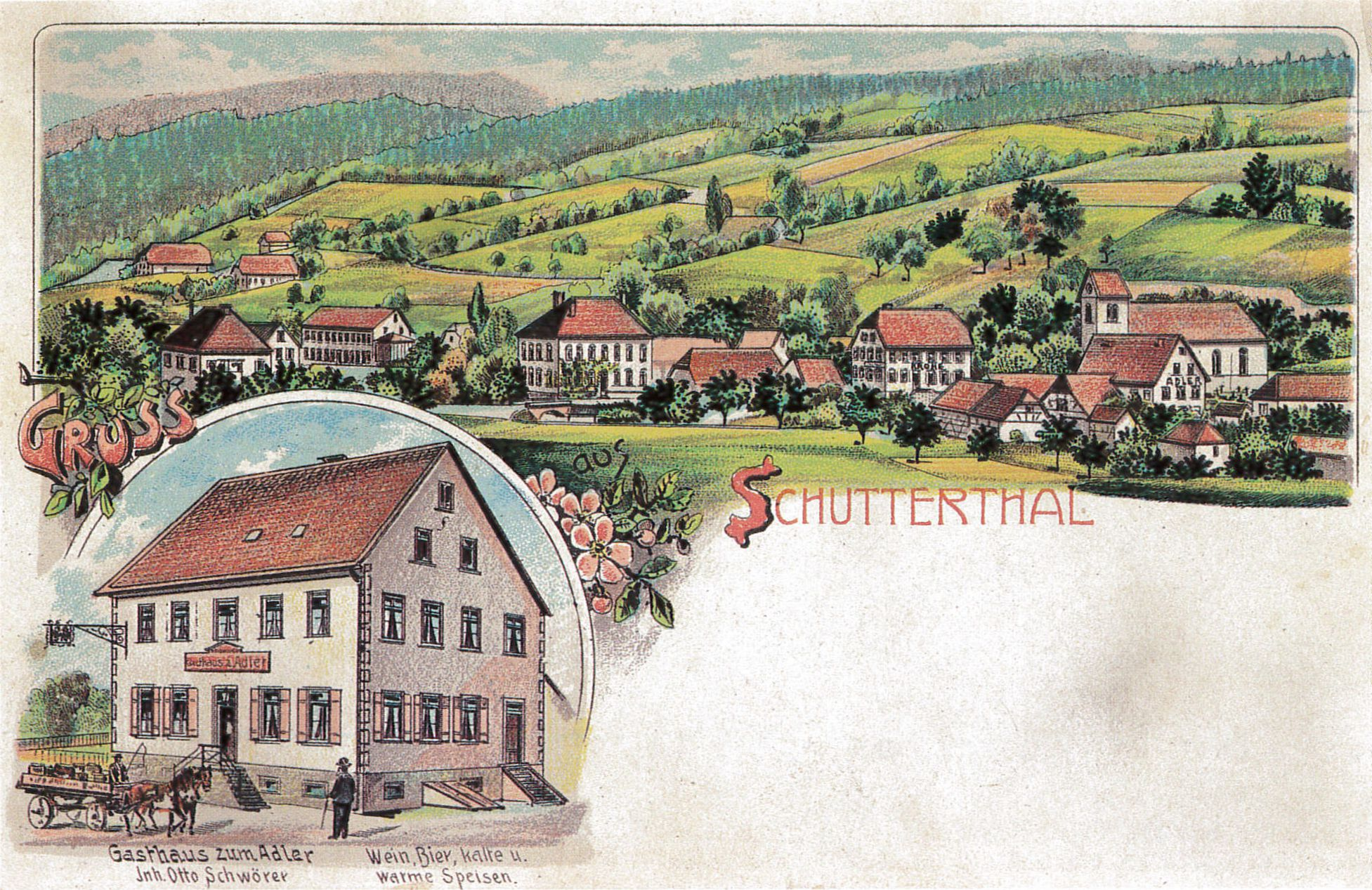
Dorf und alte Kirche vor 1907
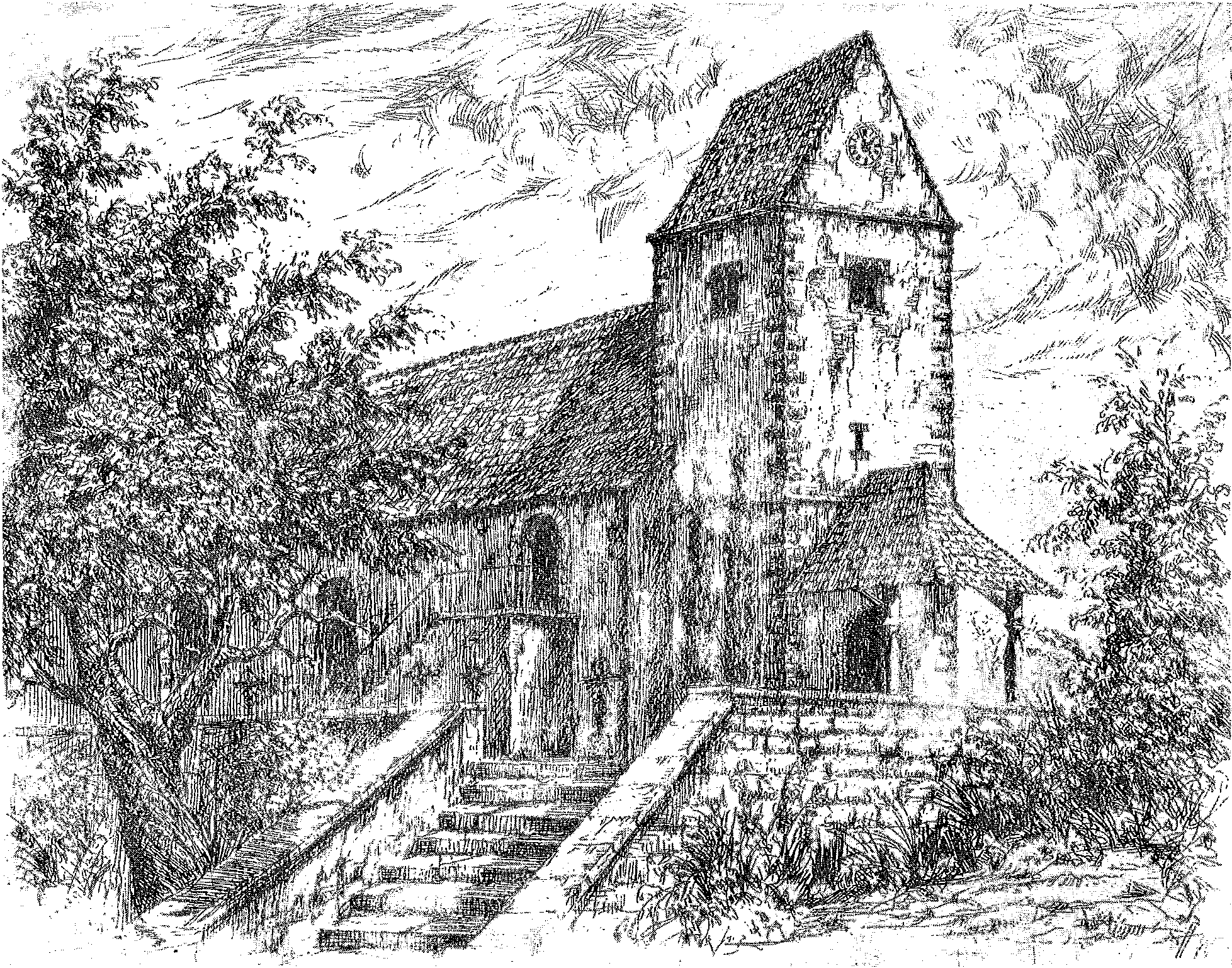
Alte Kirche vor 1907
Jeblingers Entwurf 1907 mit nicht verwirklichtem Turmdach
St. Antonius um 1910

Ab April 1907 wurde die alte Kirche abgebrochen, im Juni der Grundstein zur neuen gelegt. „Die Weihe des Grundsteins wurde am Sonntag, den 23. Juni 1907, nach dem Hauptgottesdienst unter Mitwirkung des Kirchenchors und der hiesigen Musik vorgenommen, genau nach Vorschrift des Rituals. […] Ein kräftiges Te Deum, von der Musik gespielt und vom Volk gesungen, schloss die Feier. […] Mittags bekamen die Maurer, 38 Mann, meistens Italiener, ein Essen im ‚Adler‘; die 30 Steinhauer und Steinbrecher, meistens Hohenzoller, ein Essen in der ‚Krone‘.“ In der Grundsteinurkunde hieß es: „Im Namen der allerhl. Dreifaltigkeit unter Anrufung der allersel. Jungfrau Maria, im Jahre 1907 nach der Geburt unseres Heilandes, als Pius X. im 4. Jahr Papst, Wilhelm II. deutscher Kaiser, Friedrich Großherzog von Baden, Dr. Thomas Nörber Erzbischof von Freiburg, Dr. Karl Nörber Pfr. von Schuttertal und Anton Vögele Bürgermeister von Schuttertal war, ist der Grundstein zu dieser Kirche am 23. Juni feierlich gelegt worden. Die Kirche ist in besonderer Weise unter den Schutz des Hl. Antonius des Einsiedlers gestellt, dessen Fürbitte uns erlangen möge, dass der Bau ohne Unglücksfall voranschreitet und glücklich vollendet werde.“ Am 23. Juni 1909, auf den Tag zwei Jahre nach der Grundsteinlegung, wurde die neue Kirche geweiht. 1973 und 2007 bis 2009 wurde sie restauriert.

## Gebäude
Jeblinger prägte den zahlreichen Kirchen, die er während seiner Freiburger Zeit von 1902 bis 1924 plante oder mitplante, den Stempel von Neuromanik, Neugotik oder Neubarock auf. Die zusammenfassende Klammer waren die allzeit fühlbaren Einflüsse des Jugendstils.

Außenansichten
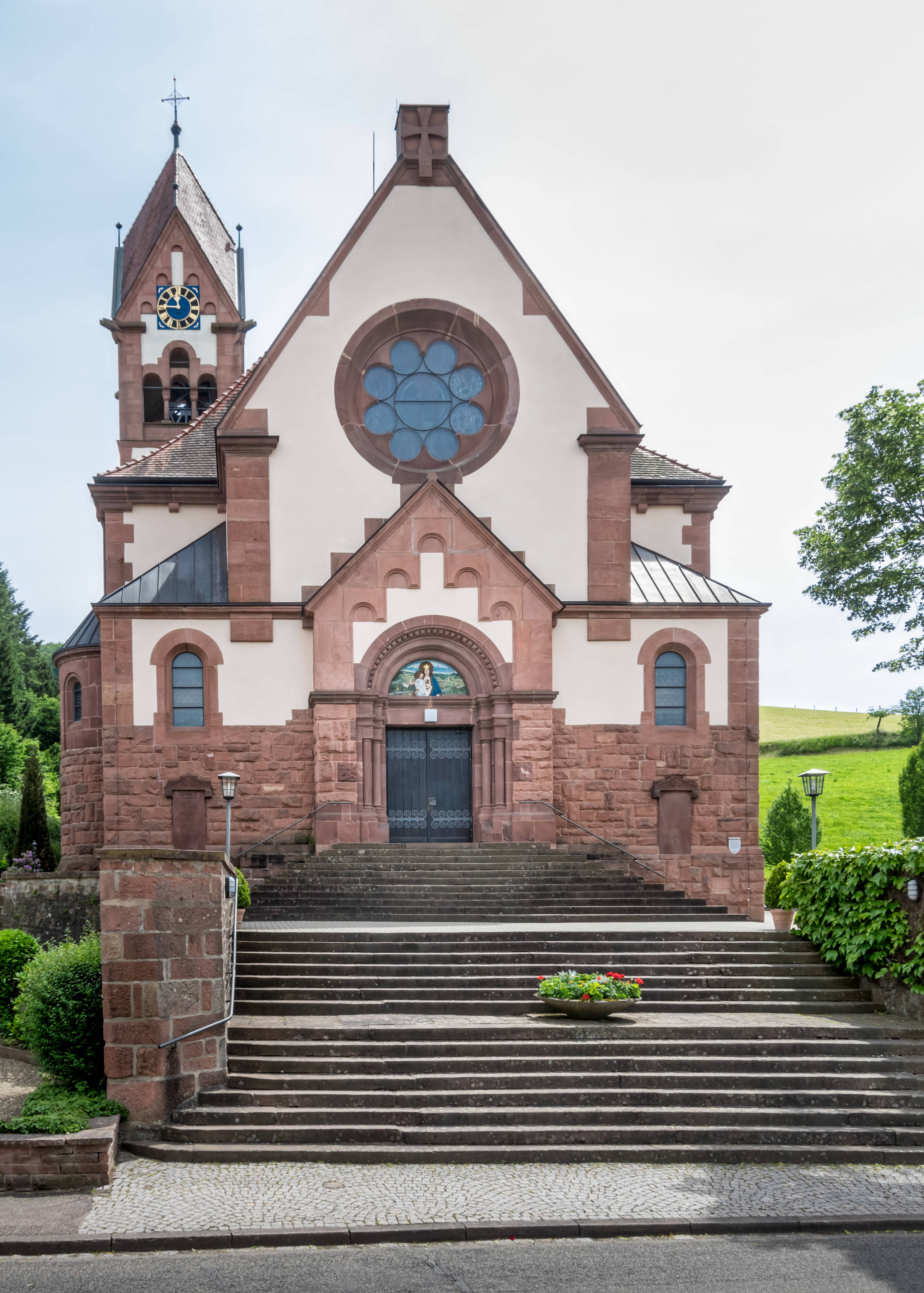
Von Westen
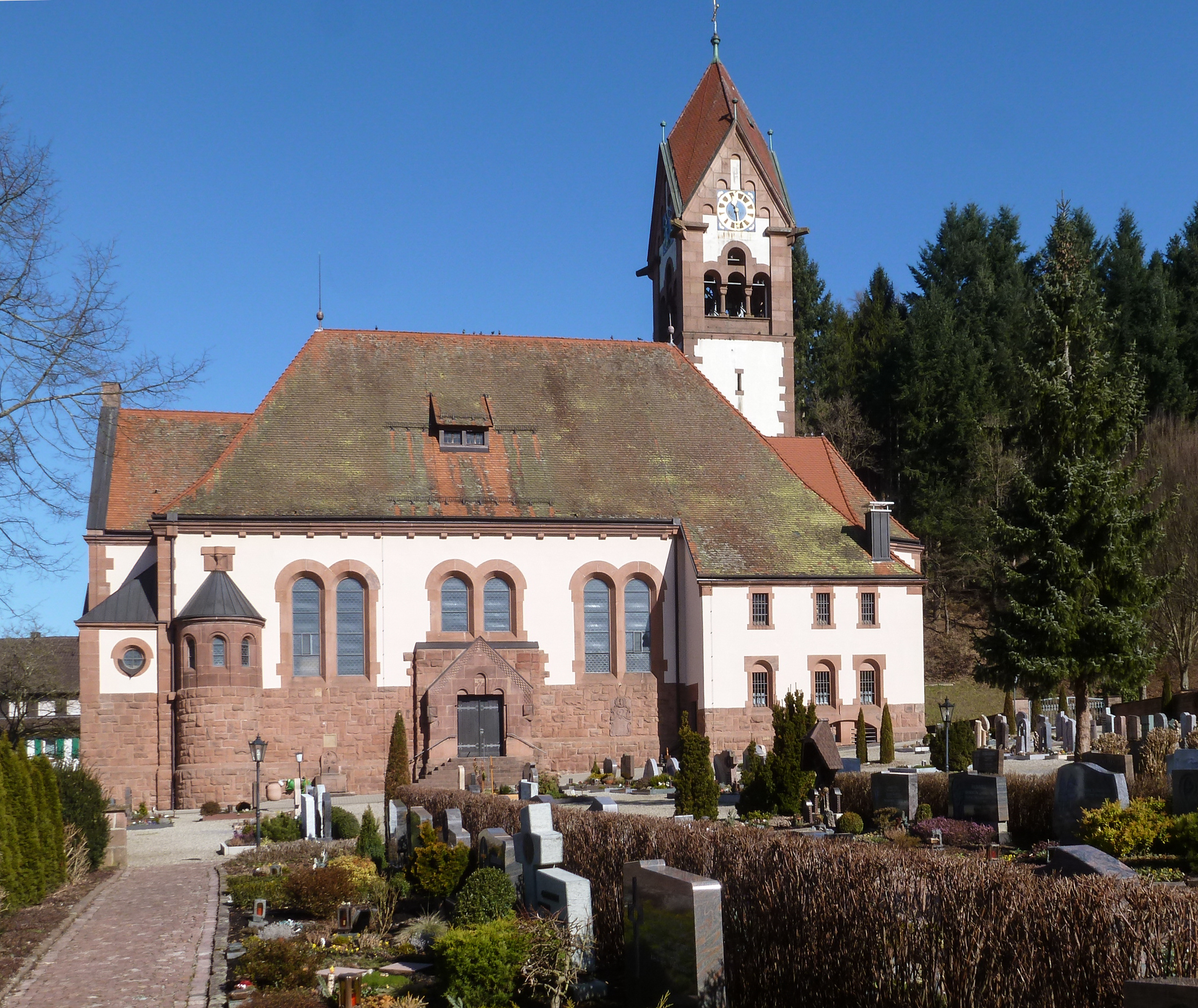
Von Süden
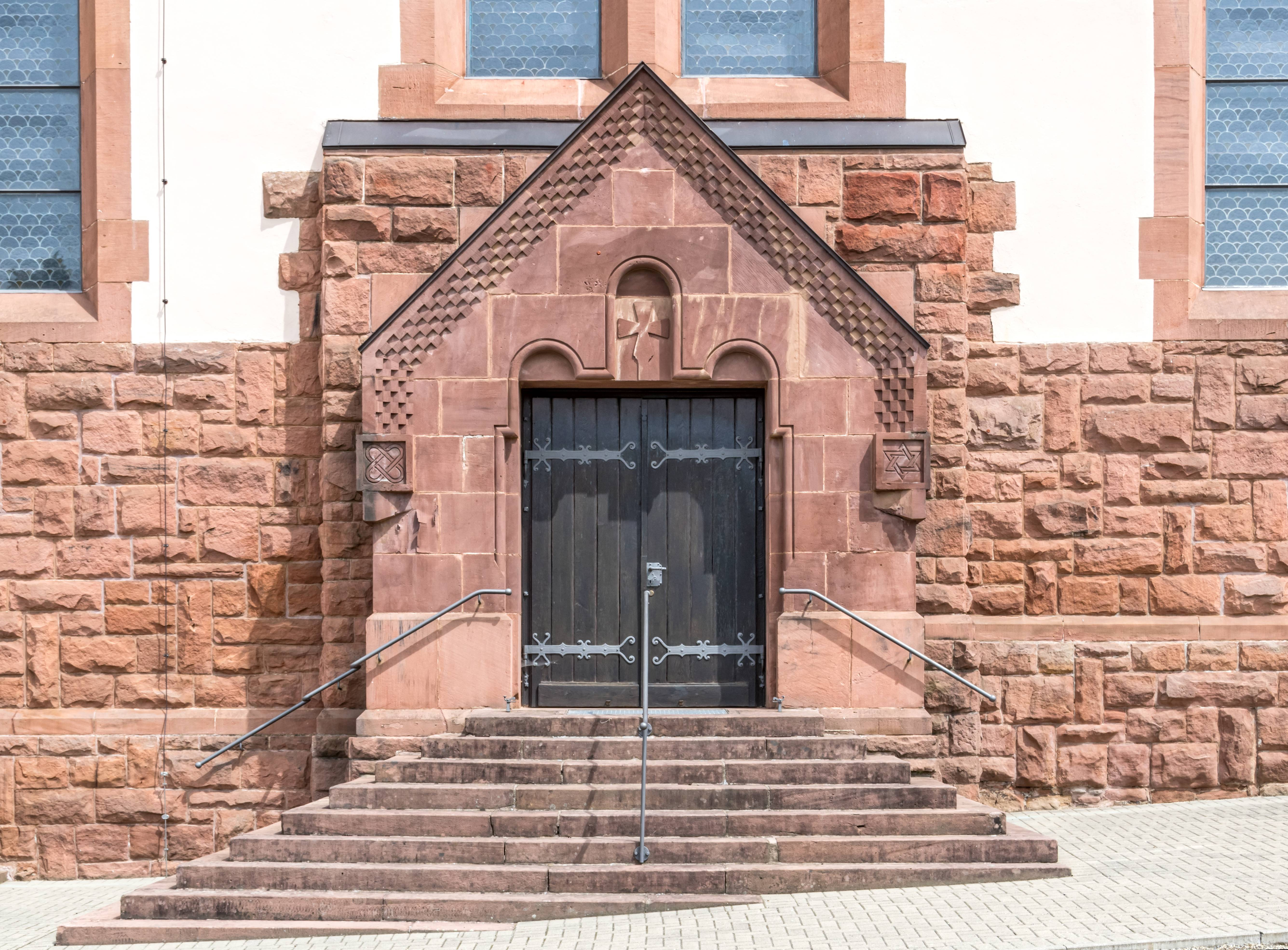
Südportal
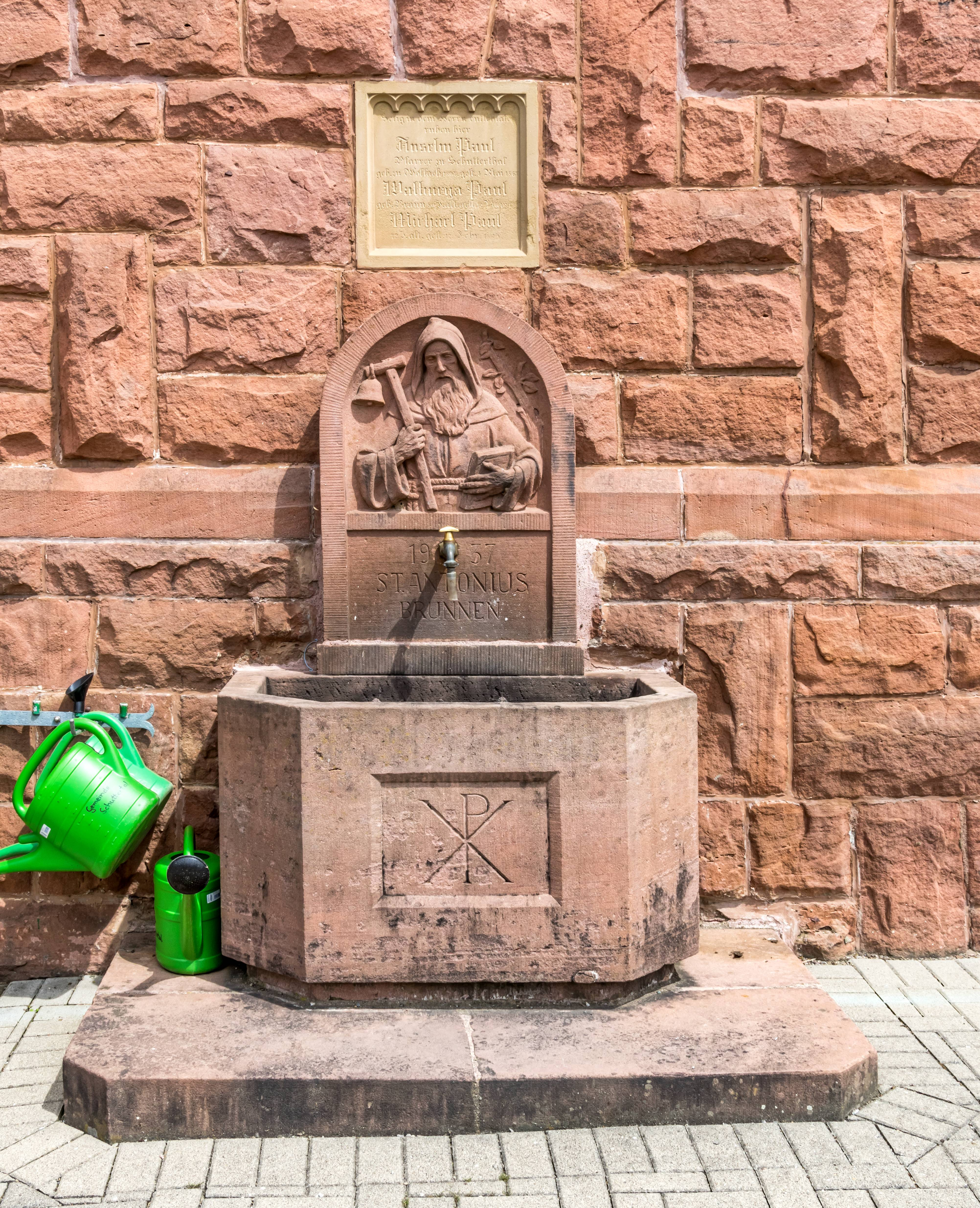
Antoniusbrunnen von 1937 links neben dem Südportal

Die geostete Schuttertaler Kirche liegt auf einer kleinen Anhöhe inmitten des Dorfs unmittelbar nördlich des Friedhofs. Rote Sandsteinquader bestimmen neben weiß verputzten Flächen das reich körperhaft durchgestaltete Äußere. Um den ganzen Bau läuft ein hoher Bossenwerk-Sockel. In der Fassade öffnet sich ein rundbogiges Portal, überfangen von einem gestelzten Dreiecksgiebel mit aufsteigendem Rundbogenfries. Seitlich des Giebels tragen zwei Rundbogenfenster, über dem Giebel trägt eine Fensterrosette zur Gliederung bei. Beiderseits der Fassade führen Treppentürme auf die Orgelempore. Die Seitenportale besitzen eine hohe Bossenwerk-Rücklage und wie das Hauptportal Dreiecksgiebel. Südlich des eingezogenen, polygonal schließenden Chors liegt die Sakristei, nördlich ragt der Turm mit Eckquaderung und dem „eigenwilligen, der Tallandschaft einen unverwechselbar prägenden Akzent“ verleihenden Rhombendach 46 m hoch.

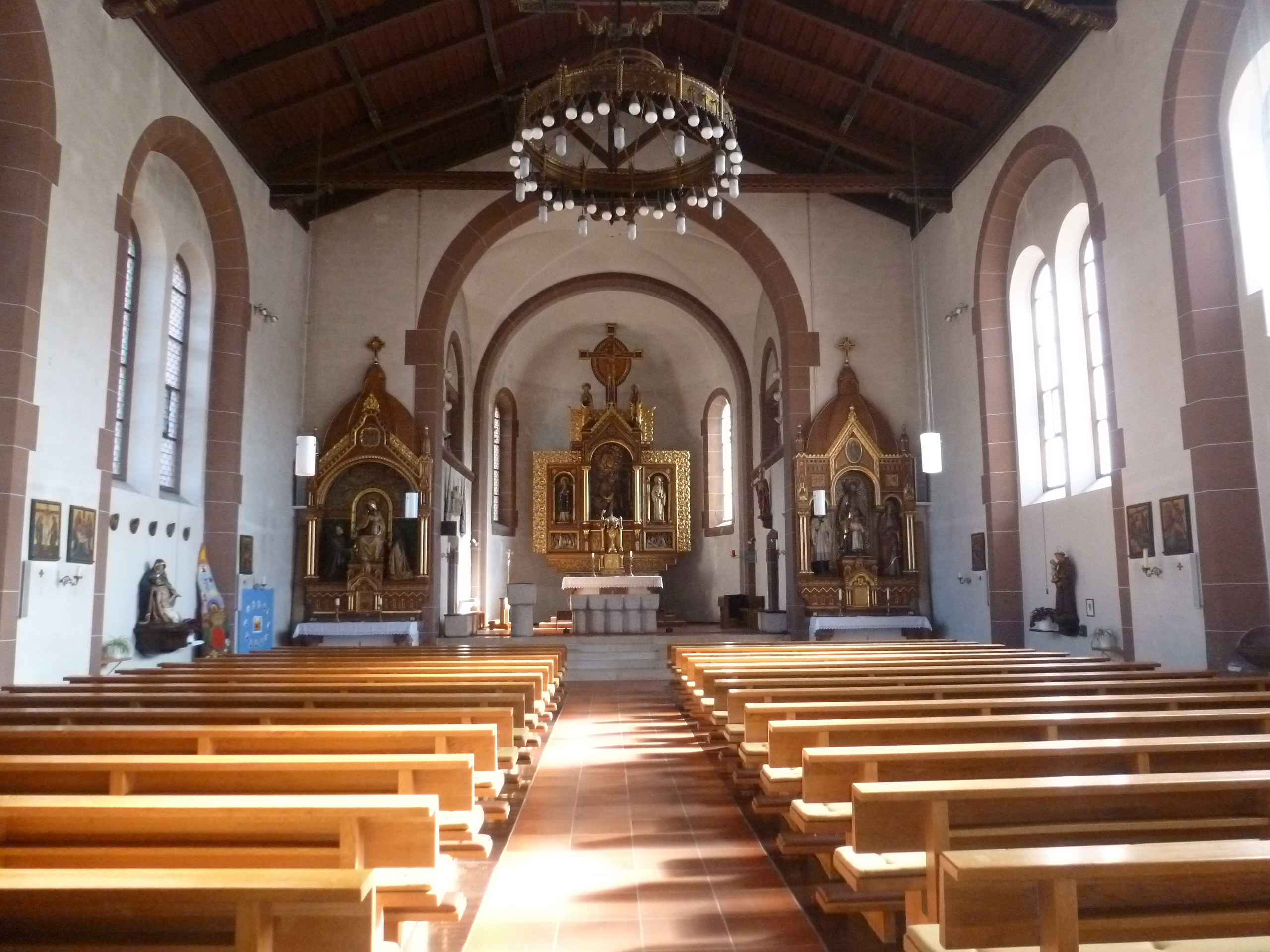
Inneres Richtung Chor

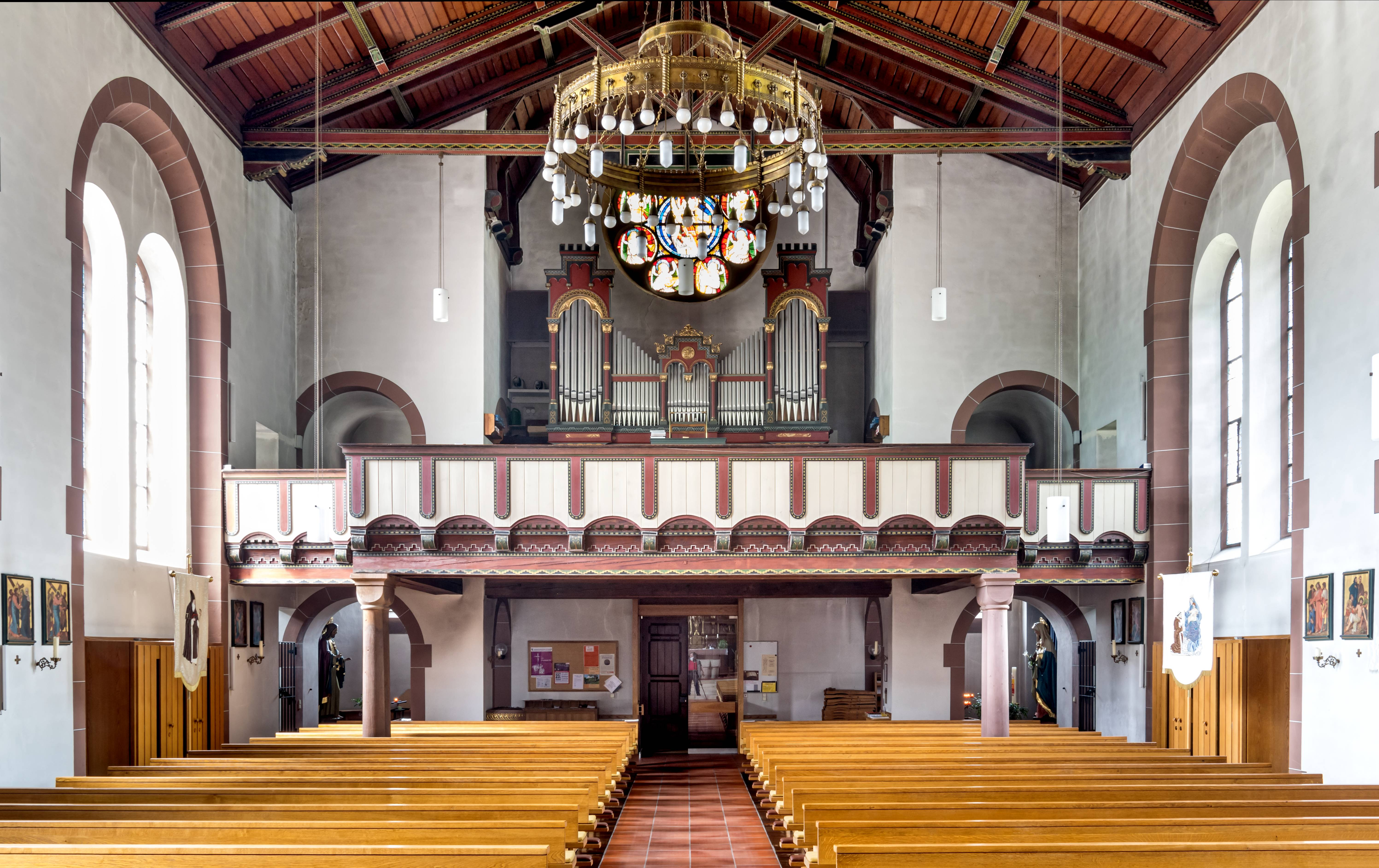
Inneres Richtung Haupteingang

Wie bei Jeblingers 1902 bis 1906 entstandenem  Erzbischöflichen Ordinariat Freiburg ist dies die Formensprache der Neuromanik. Jeblinger ließ sie aber „im Sinne des Jugendstils weicher, rundlicher werden […]. Wie am Ordinariatsgebäude, so ist auch hier sichtlich versucht, die abstrakte zeichnerische Profilschärfe scharfkantig begrenzter, gleichsam körperloser Flächen möglichst zu unterdrücken und an ihre Stelle körperhafte Fülligkeit zu setzen. Diesem Zweck dient hier am Äußeren der Kirche ein bis in die halbe Höhe der Außenmauern emporreichender Rustika-Sockel […]. Die Seitenportale, an denen wieder das typische Motiv der gestelzten Dreiecksbogen bzw. -giebel auftaucht, sind zum Zwecke stärkerer Körperhaftigkeit eigens mit einer kräftigen Rustika-Rücklage hinterlegt.“
Jederseits erleuchten acht zu Paaren gekoppelte Rundbogenfenster das einschiffige Langhaus, außerdem das westliche Rosettenfenster, das ein Glasgemälde der heiligen Cäcilia von Rom, umgeben von Engeln mit Musikinstrumenten, füllt. Jedes Fensterpaar wird im Inneren von einem runden Blendbogen überfangen. Der Dachstuhl des Langhauses ist offen, das gesamte Gebälk, auch die Dachneigung, sichtbar, die Bretter braun gebeizt, die Balken bemalt. Ein gerundeter Triumphbogen führt in den Chor. Dessen 1931 von Franz Schilling (1879–1964) ausgeführte „byzantinisch anmutende Malerei“ ist heute, wohl seit der 1973er Renovierung, übertüncht.

## Ausstattung

### Altäre

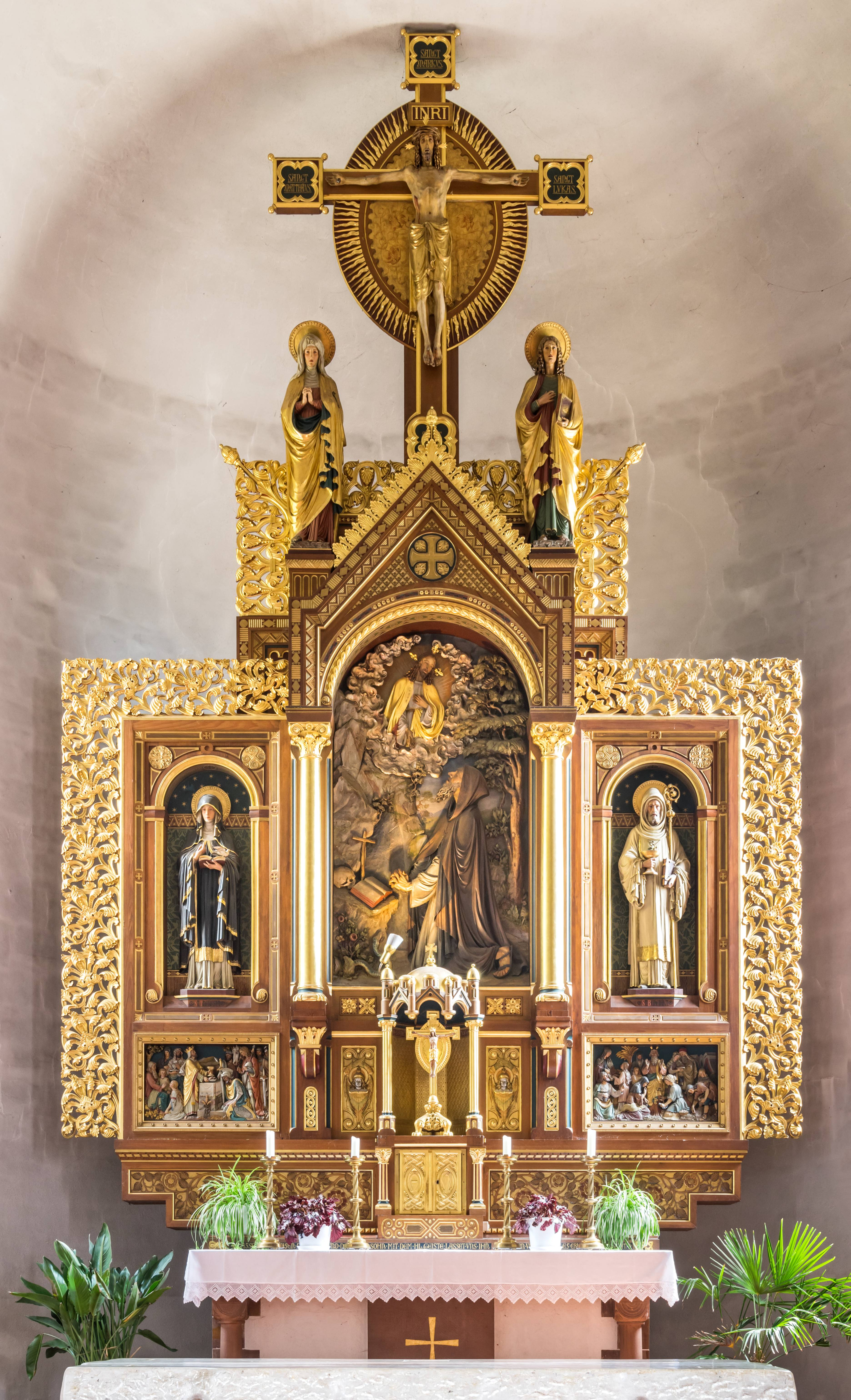
Hochaltar

Mehr noch als bei der Architektur fällt bei der Ausstattung Jugendstil ins Auge.
Die Ausstattung mit Altären wurde der 1904 gegründeten Firma „Kirchliche Kunstwerkstätte Gebrüder  Moroder Franz Jof. Simmler’s Nachf. Offenburg in Baden“ übertragen, deren wichtigster Künstler der Bildhauer Rudolf Moroder aus Südtirol war. Jeblinger hatte mit den Gebrüdern Moroder schon bei der Pfarrkirche Johannes der Täufer in Forchheim und der Kirche St. Peter und Paul in Weil am Rhein zusammengearbeitet.
Insgesamt hatte die Firma „Gebrüder Moroder“ 14 Aufträge für die neue Antoniuskirche erhalten. Der Hochaltar wurde 1908, zwei Seitenaltäre 1909 und ein Hl.-Grab-Altar mit der liegenden Figur des toten Heilandes 1911 aufgestellt.
Die Mitte des Hochaltarretabels nimmt ein Relief des Antonius Eremita mit Jesus in den Wolken ein. Zu seinen Seiten stehen rechts der heilige Benedikt von Nursia mit Abtstab und Kelch mit Schlange, Symbol eines legendären Giftanschlags, links die heilige Scholastika von Nursia mit der Taube, die Benedikt zum Himmel fliegen sah, als seine Schwester starb. Unter Benedikt zeigt ein Relief  die Sammlung des Manna in der Wüste (2 Mos 16,13-17 ), unter Scholastika ein Relief die Begegnung Abrahams mit Melchisedek (Gen 14,18-19 ). Die Bekrönung bildet eine Kreuzigungsgruppe, Jesus zwischen Maria und Johannes. Die breiten Schleierbretter mit dichtem Blattwerk sind vergoldet.

Einzelheiten vom Hochaltar
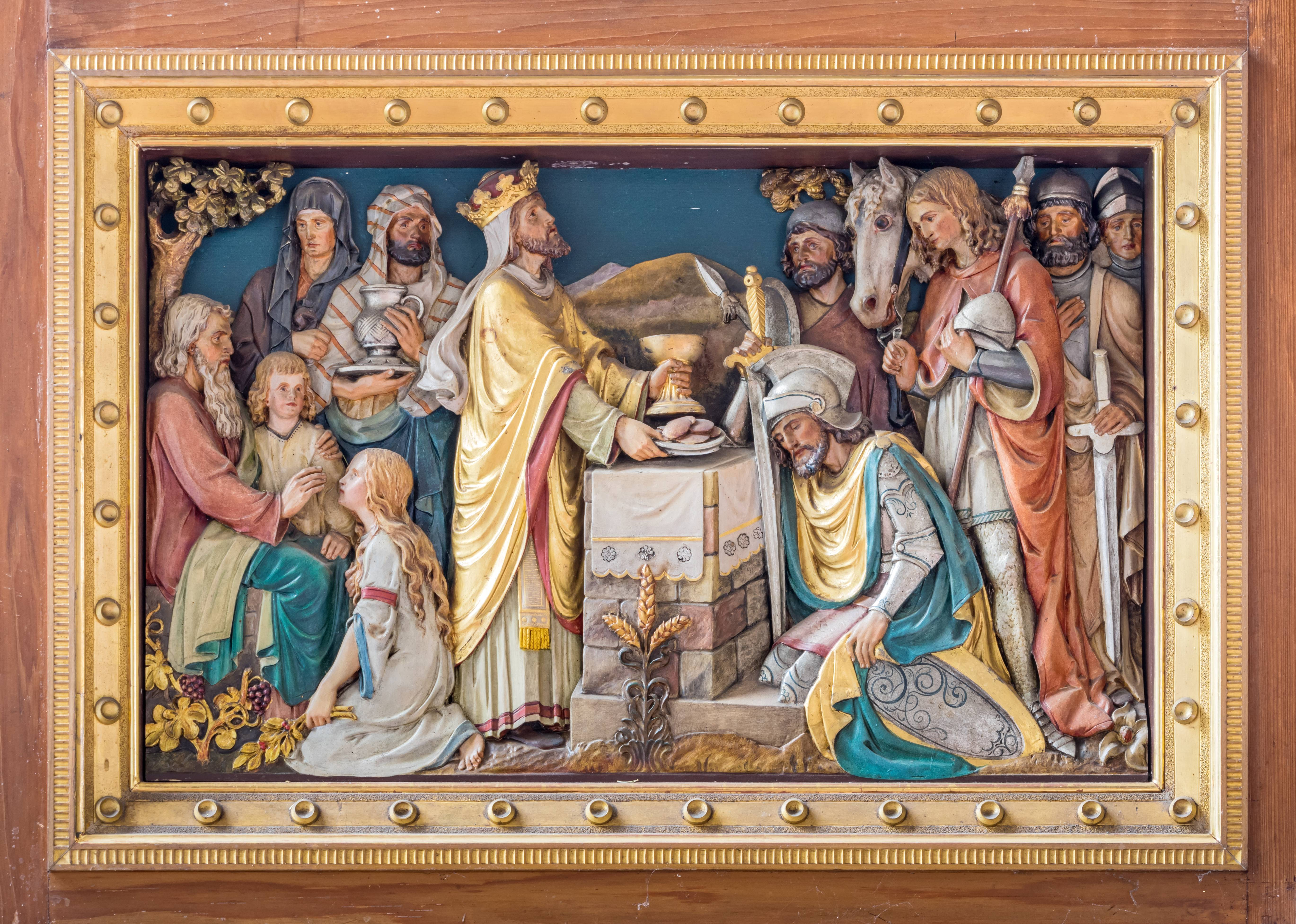
Abraham und Melchisedek
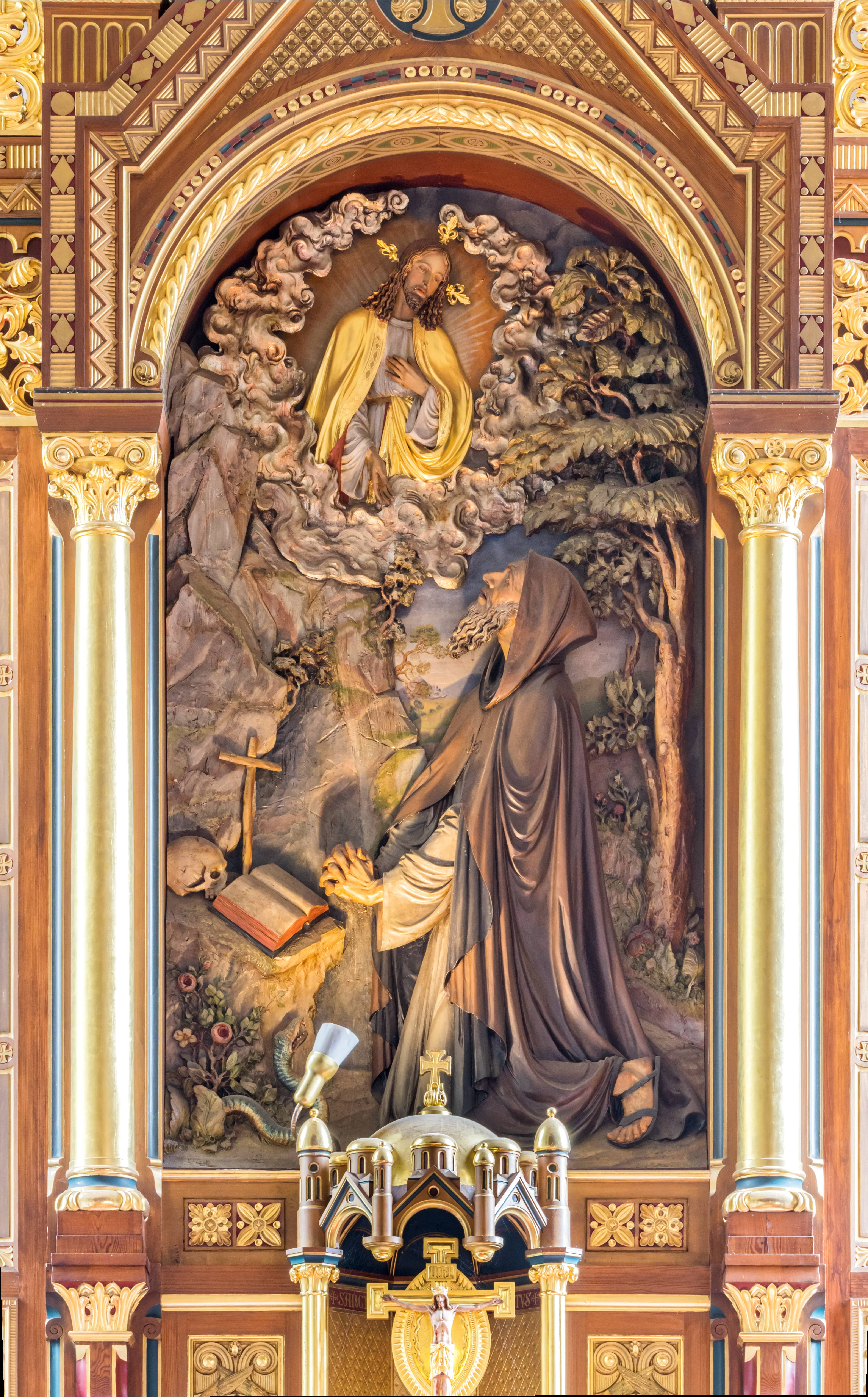
Antonius
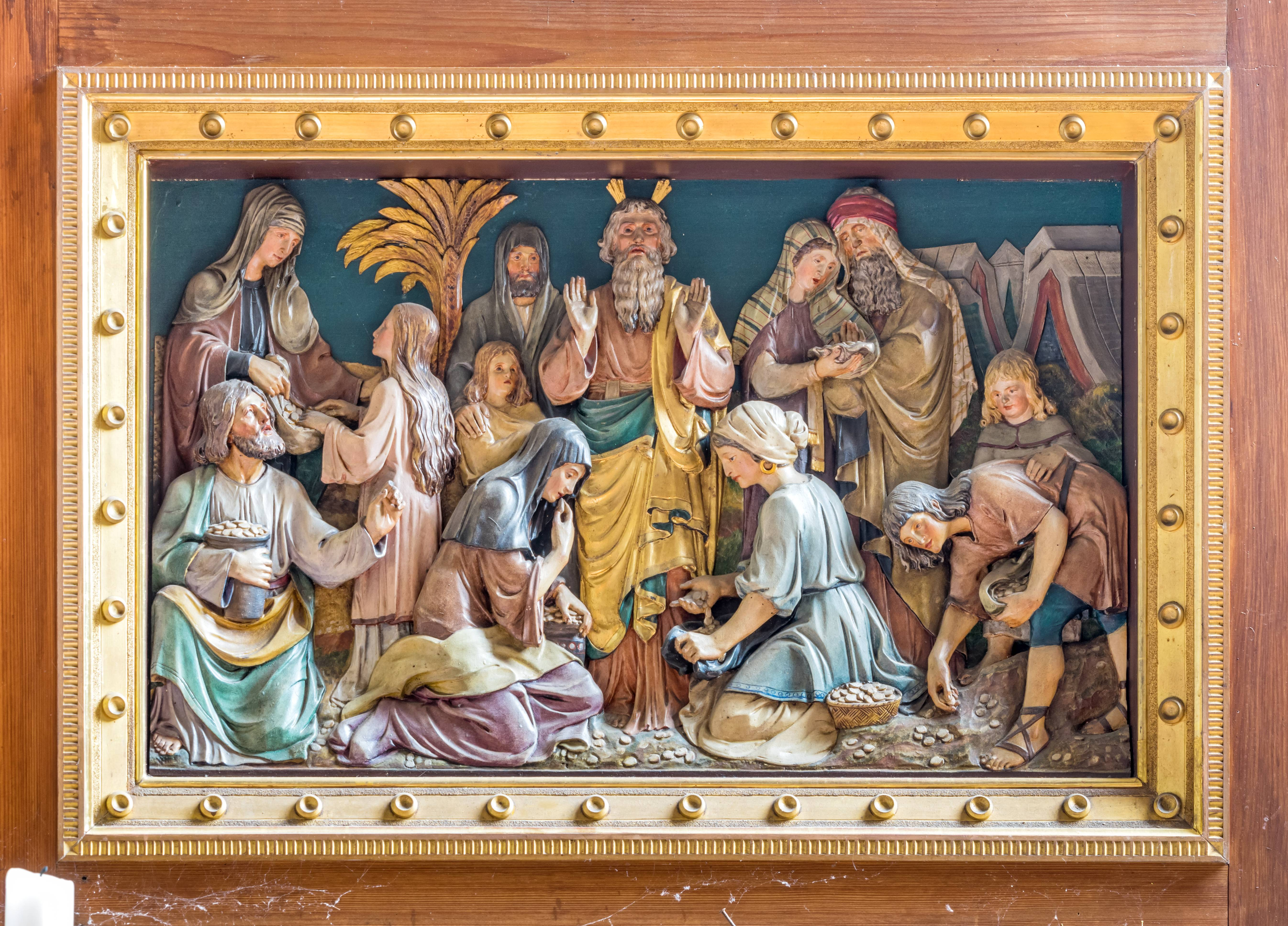
Mannalese
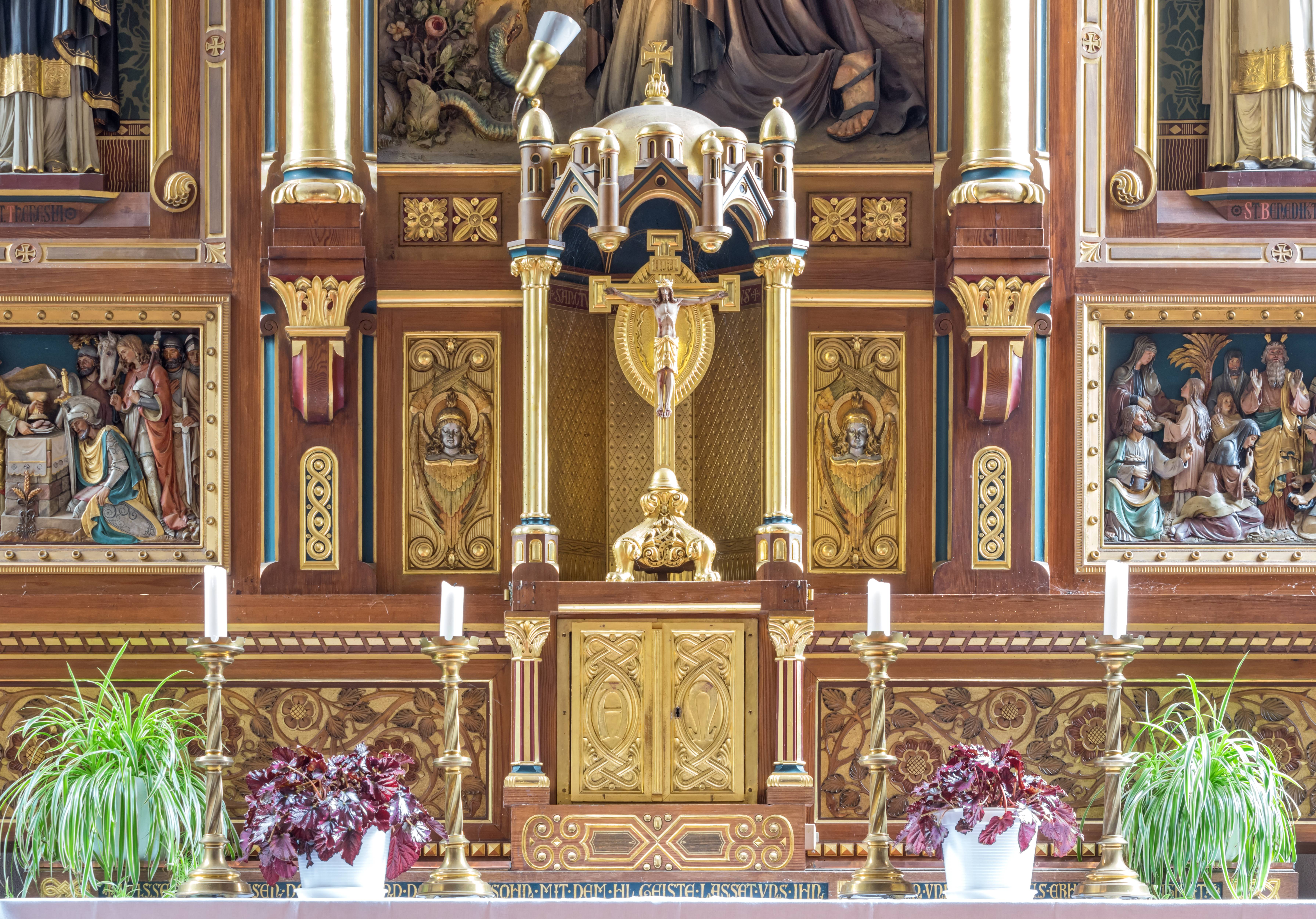
Tabernakel mit Jugerndstilornamen
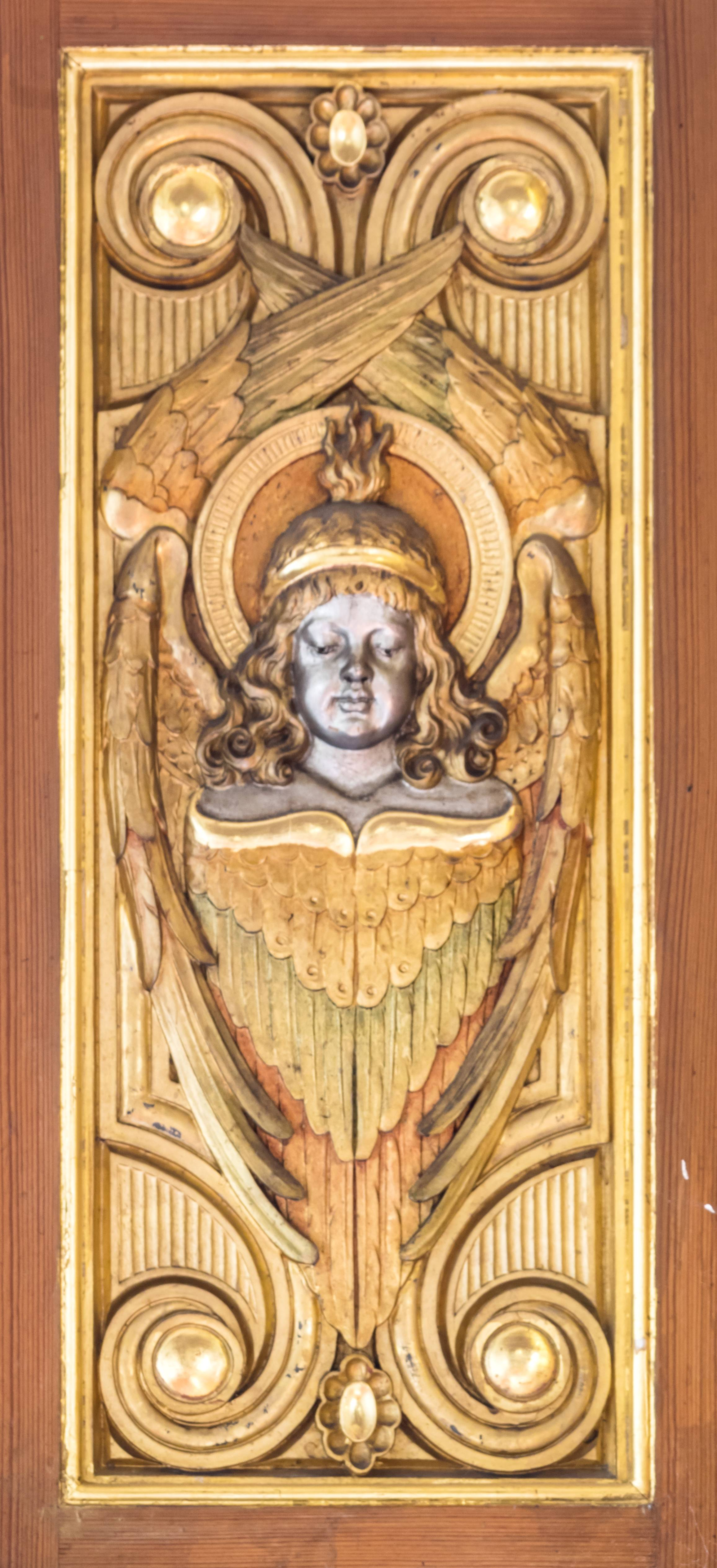
Engel vom Tabernakel

Der linke Seitenaltar ist dem Gedenktag Unserer Lieben Frau auf dem Berge Karmel geweiht, dem sogenannten Skapulierfest. Die thronende Maria in der Mitte verleiht dem heiligen Simon Stock (Gründer des Karmeliterordens), der links von ihr kniet, das Skapulier, Symbol der Ordenstracht, zwei kleine mit Bändern zusammengehaltene Stoffstücke. Rechts kniet ohne Attribut die heilige Maria Magdalena. Schwebende Engel über Maria krönen sie zur Himmelskönigin.
Der rechte Seitenaltar ist dem heiligen Josef von Nazaret geweiht, zu dessen Füßen segnend das Jesuskind steht. Eine Zimmermannsaxt lehnt links neben ihm. Die linke Seitenfigur stellt mit Kreuz und Lilie den heiligen Aloisius von Gonzaga, die rechte die heilige Elisabeth von Thüringen mit dem Blumenkörbchen ihres Rosenwunders dar. Zwei Engel links und rechts über den rahmenden Doppelsäulchen tragen Schilder mit den Aufschriften „Ora“ und „Labora“. 

Seitenaltäre
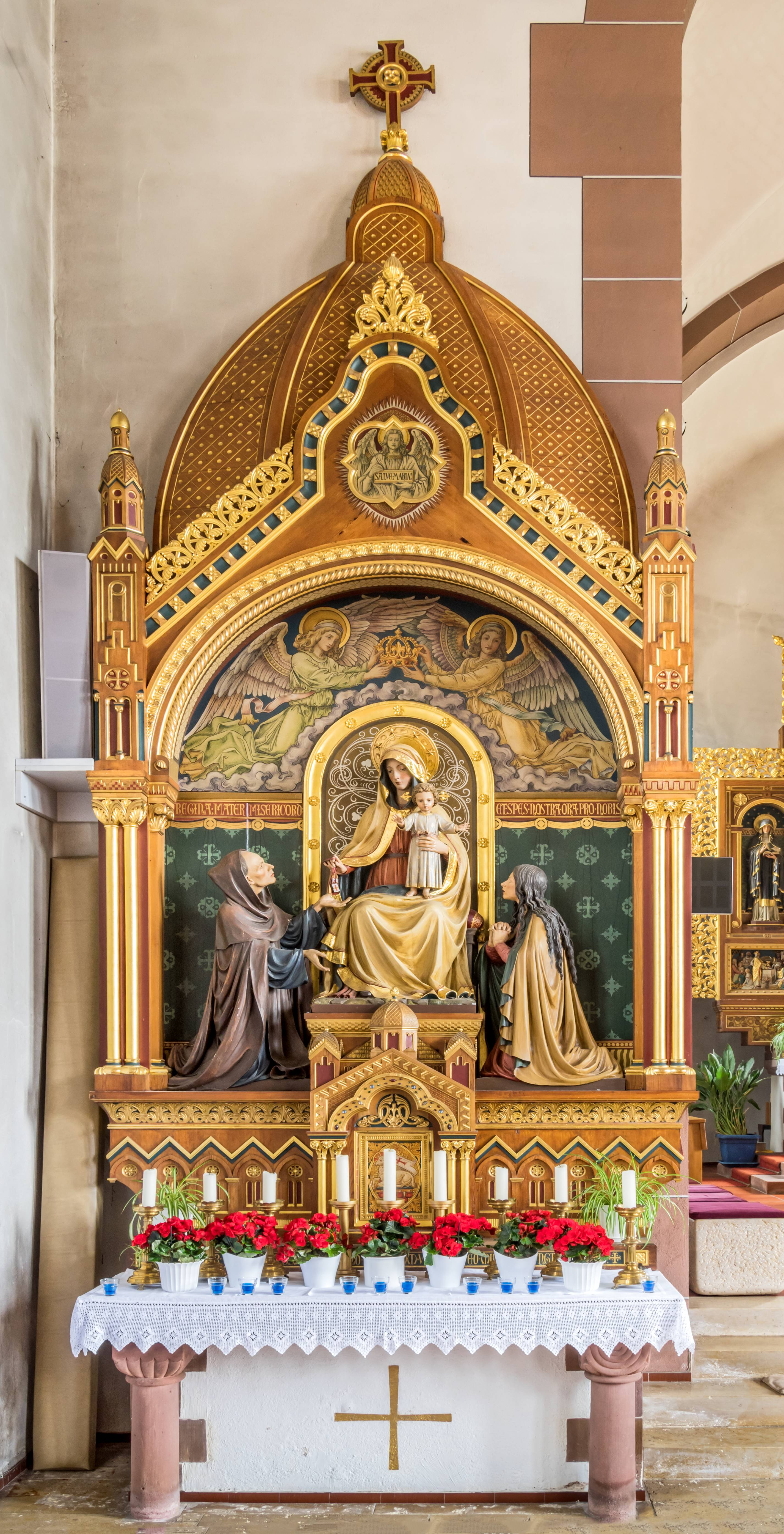
Linker Seitenaltar
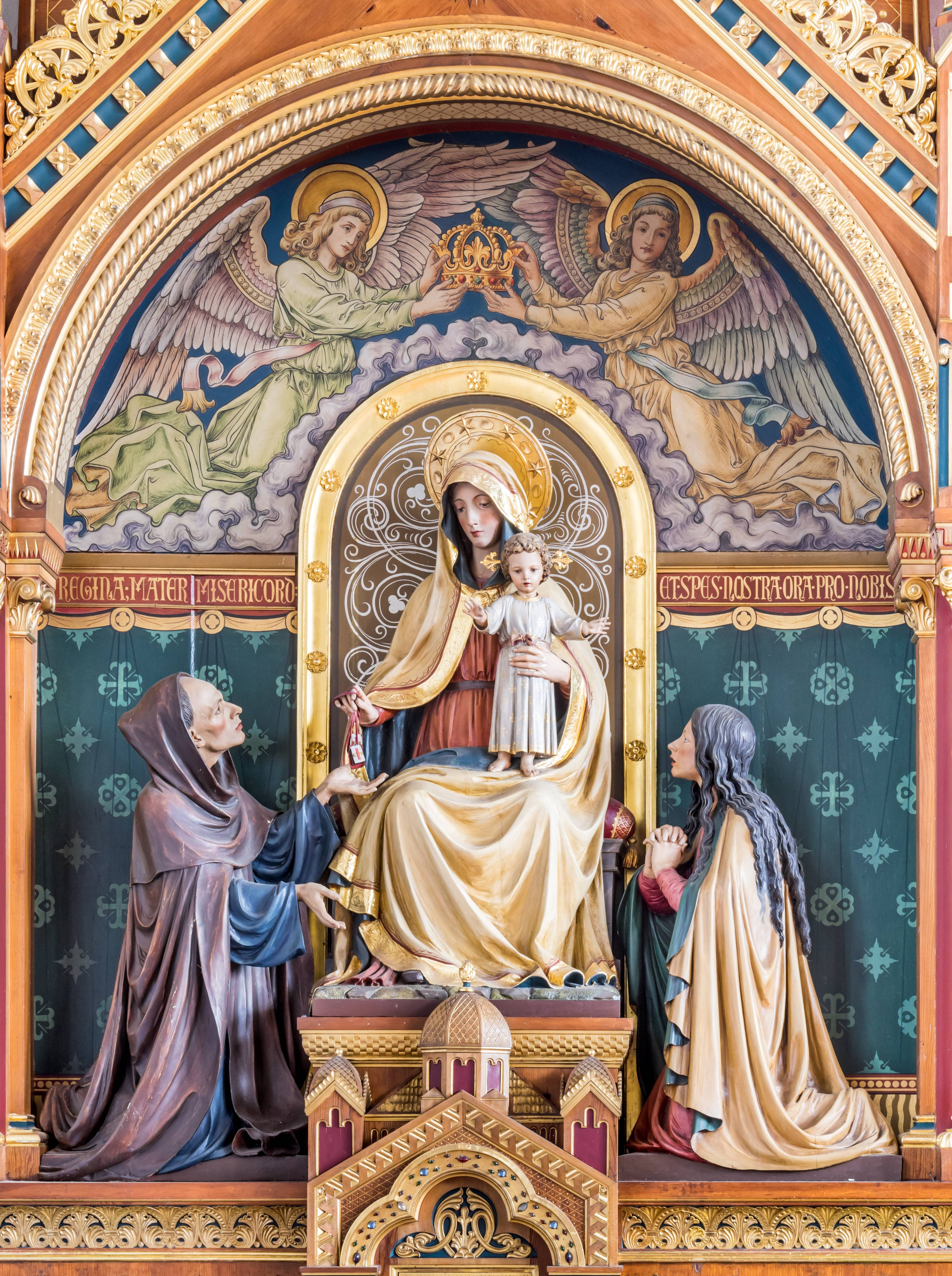
Jugendstildekoration des linken Seitenaltars
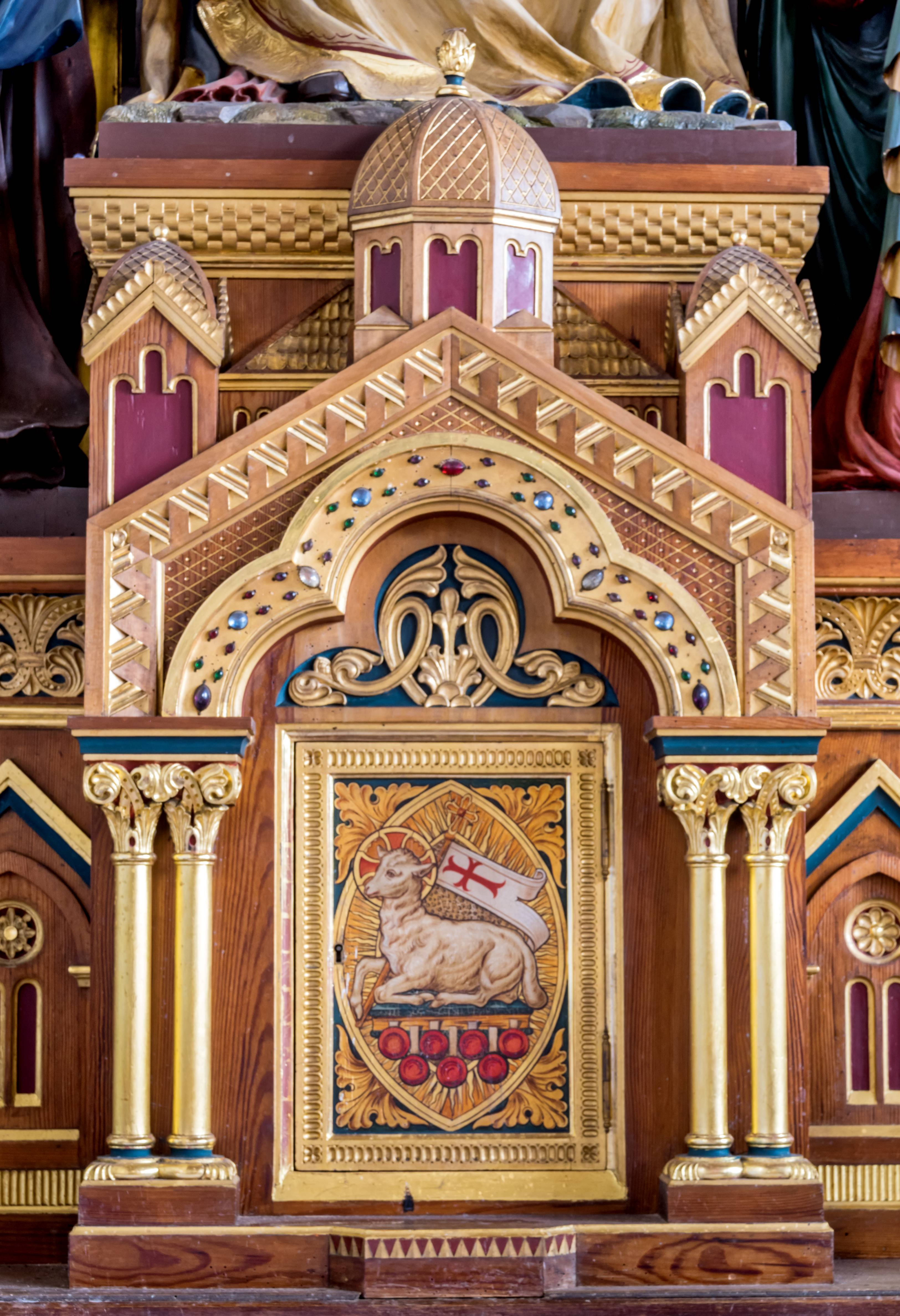
Tabernakel des linken Seitenaltars
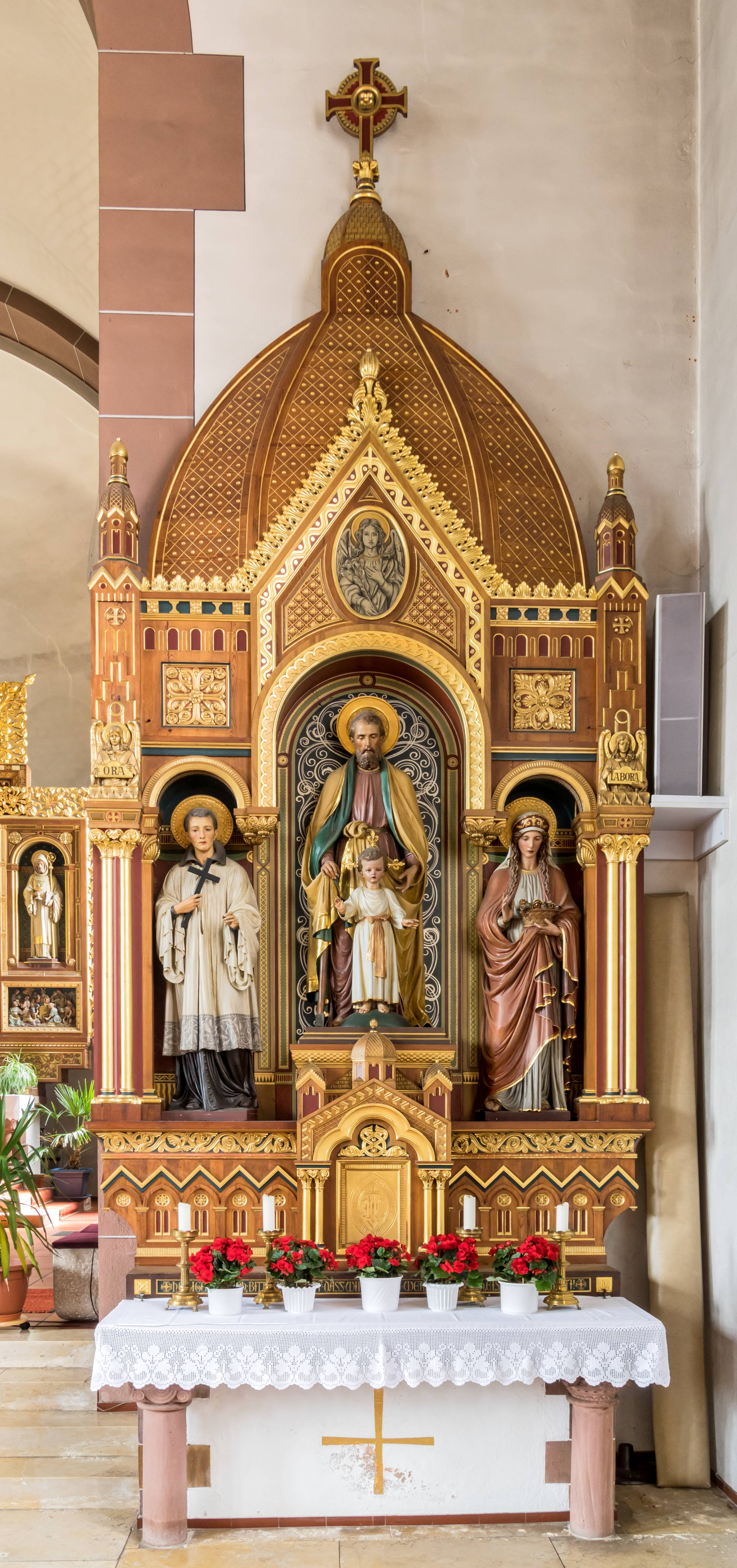
Rechter Seitenaltar
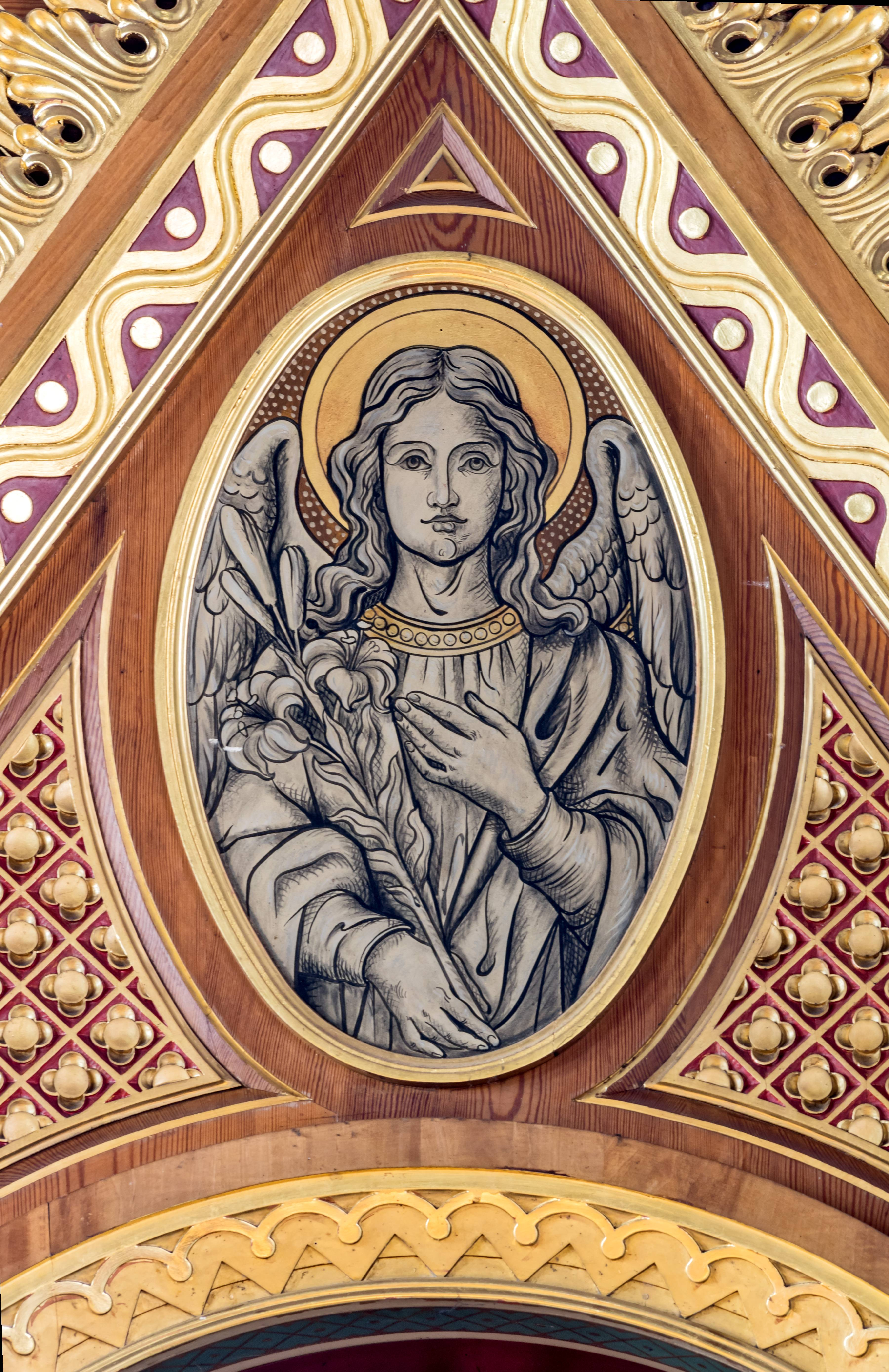
Engel über dem Josef des rechten Seitenaltars

### Rosenkranzgeheimnisse
Aus der Vorgängerkirche stammen dreimal fünf runde Blechschilde von 25 cm Durchmesser, auf der in einfacher Malerei die dreimal fünf Rosenkranzgeheimnisse dargestellt sind. Beim Gebet wird jedes „Geheimnis“ in das Ave Maria eingefügt, und zwar mit einem Relativsatz nach den Worten:
Gegrüßet seist du, Maria, voll der Gnade,
der Herr ist mit dir.
Du bist gebenedeit unter den Weibern
und gebenedeit ist die Frucht deines Leibes, Jesus, ...

Freudenreicher Rosenkranz
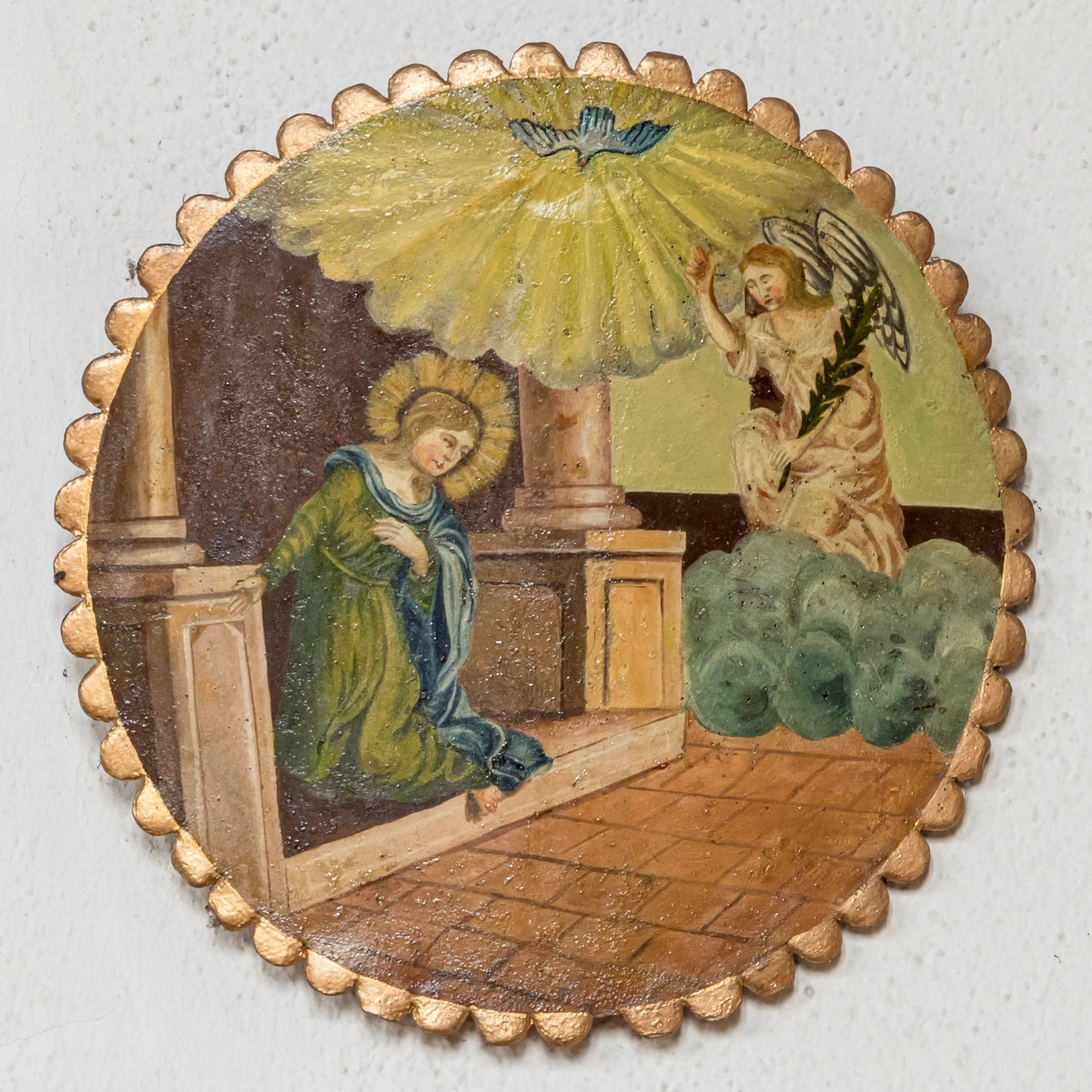
den du, o Jungfrau, vom Heiligen Geist empfangen hast (Lk 1,35 EU)
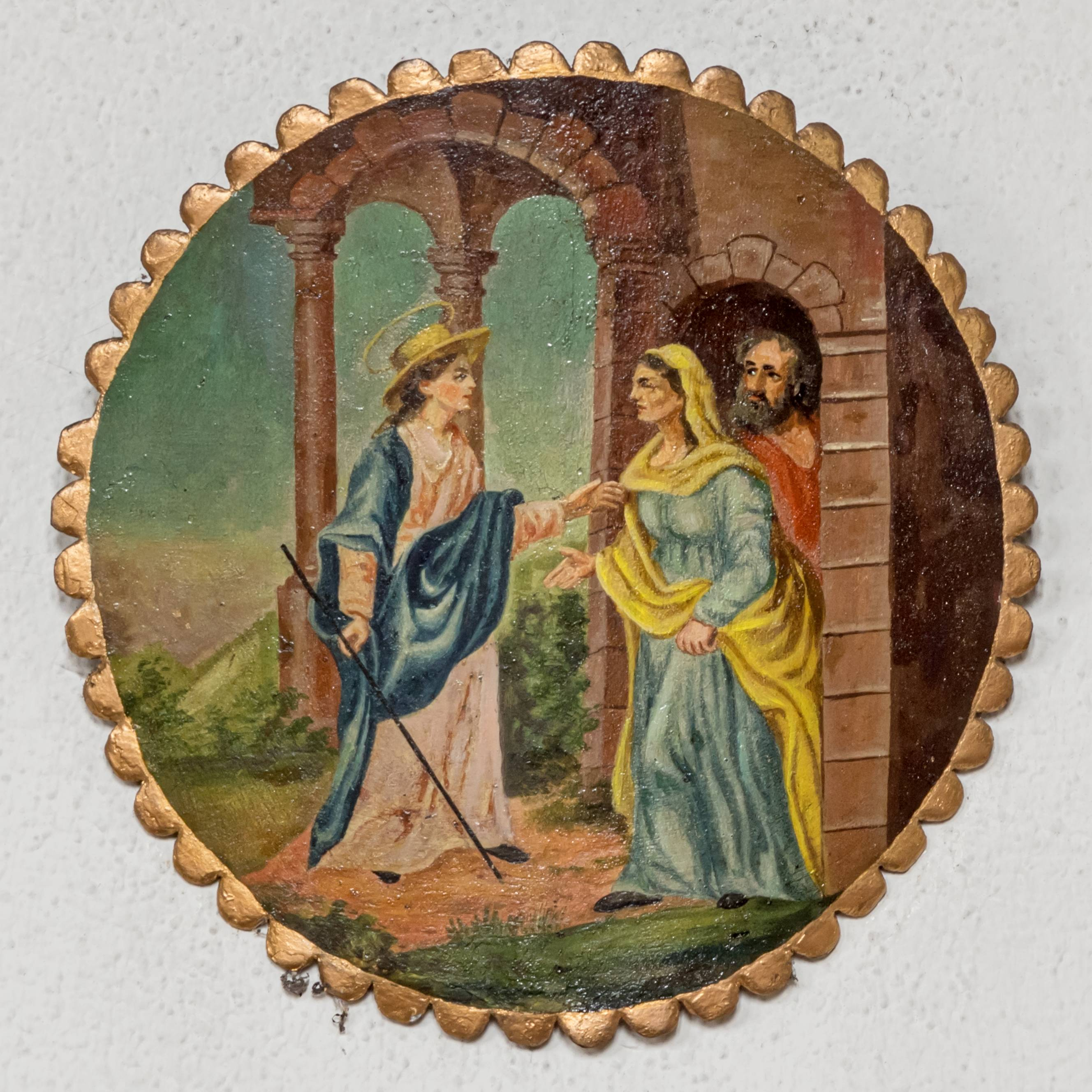
den du, o Jungfrau, zu Elisabet getragen hast (Lk 1,39–56 EU)
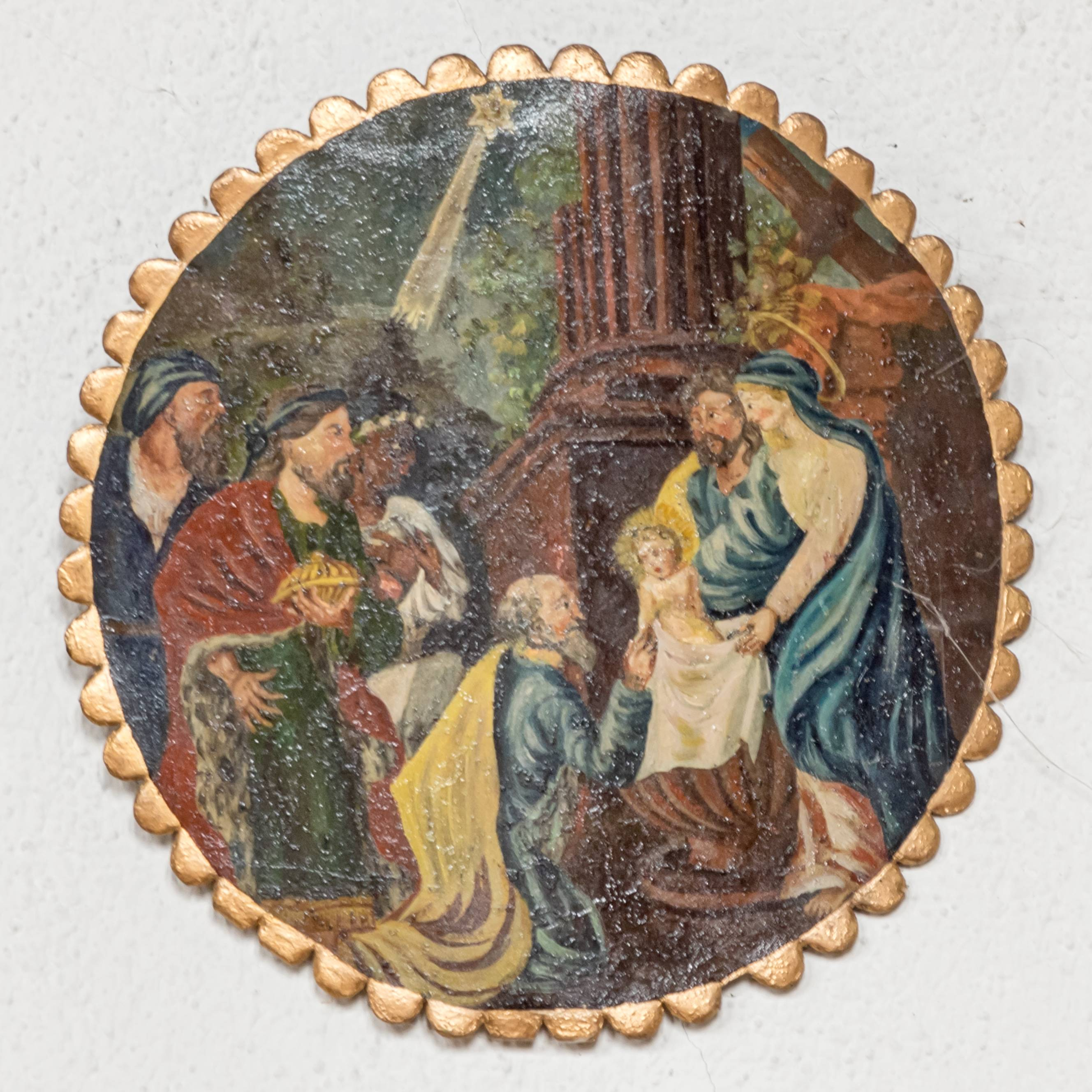
den du, o Jungfrau, geboren hast (Lk 2,1–20 EU)
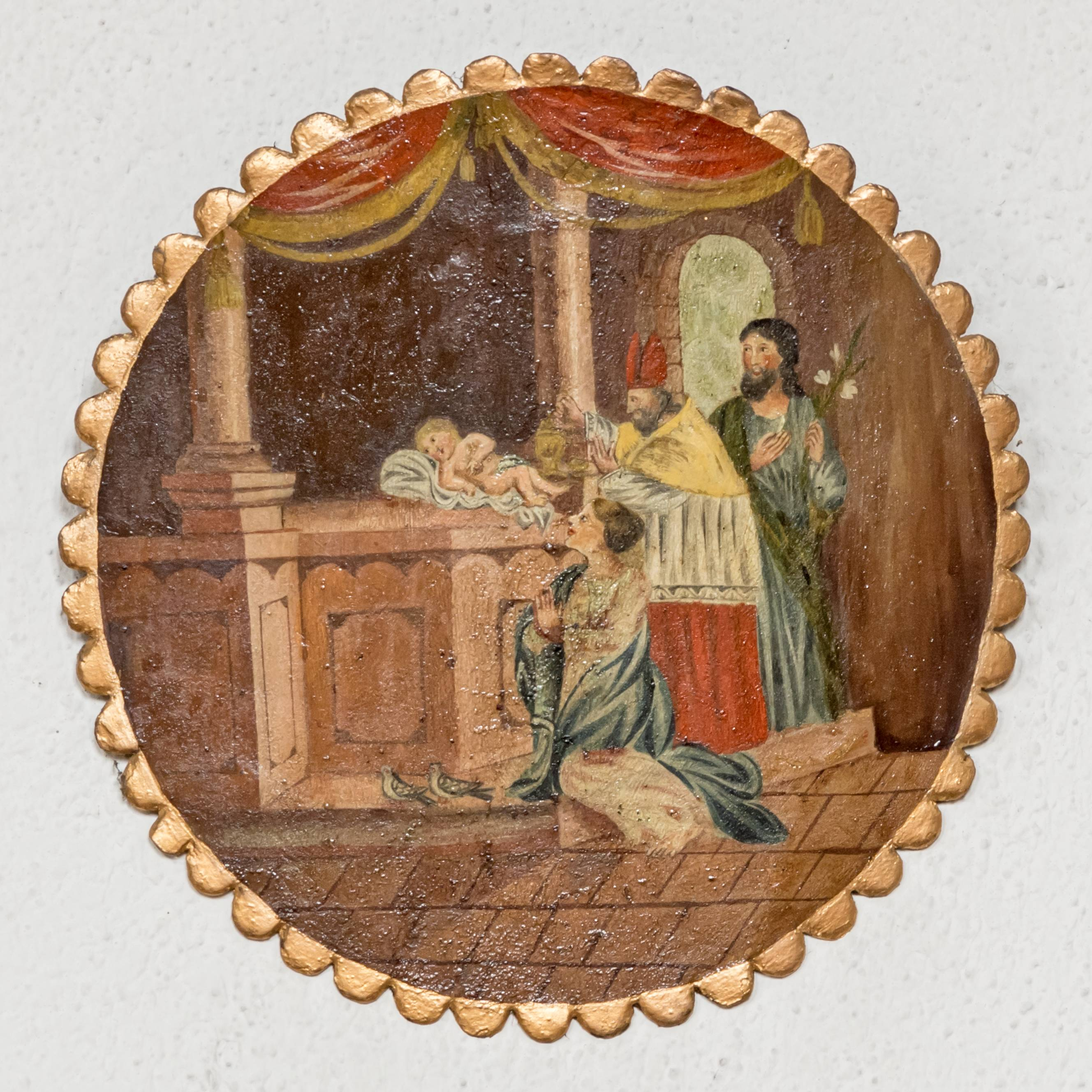
den du, o Jungfrau, im Tempel aufgeopfert hast (Lk 2,22–24 EU)
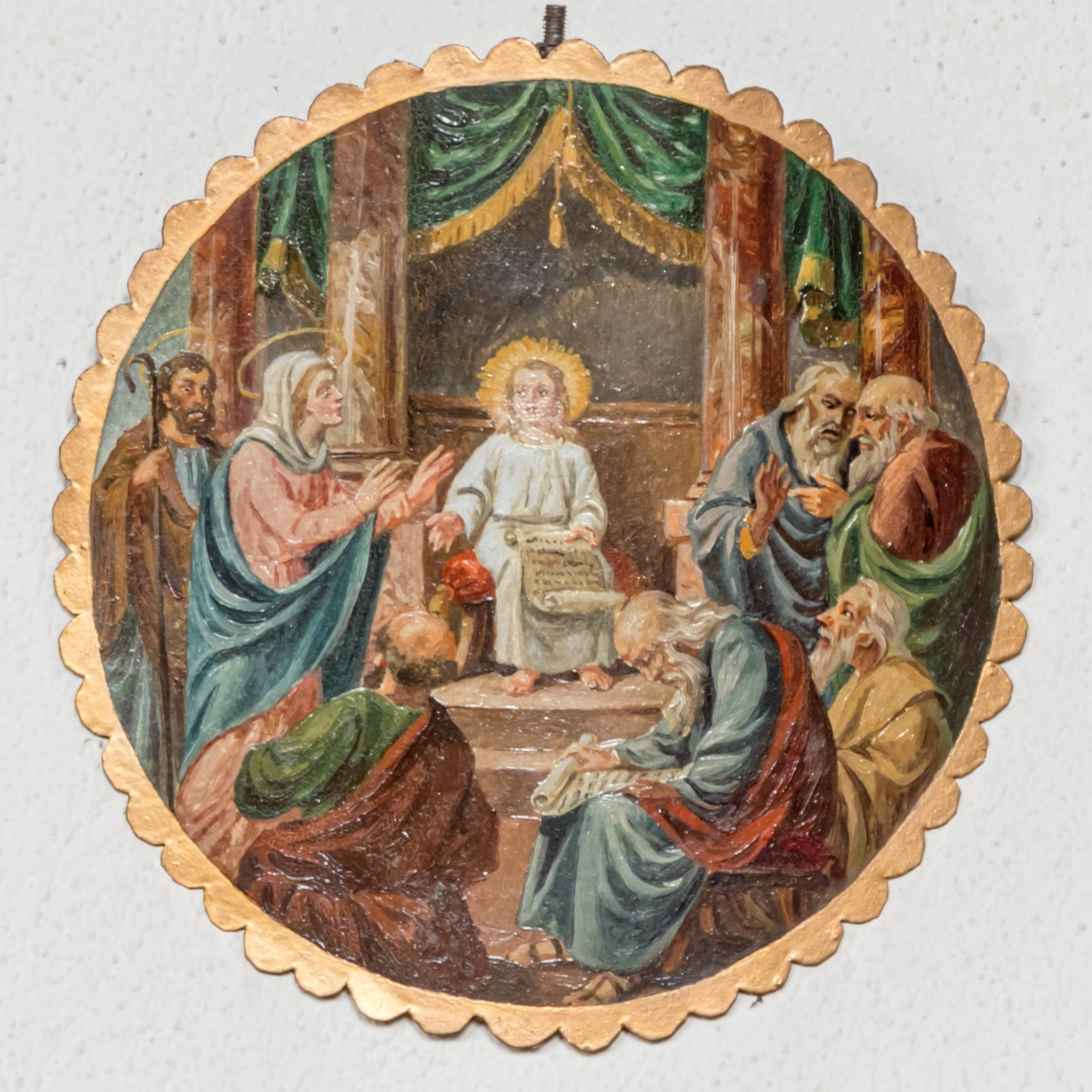
den du, o Jungfrau, im Tempel wiedergefunden hast (Lk 2,41–52 EU)

Schmerzhafter Rosenkranz
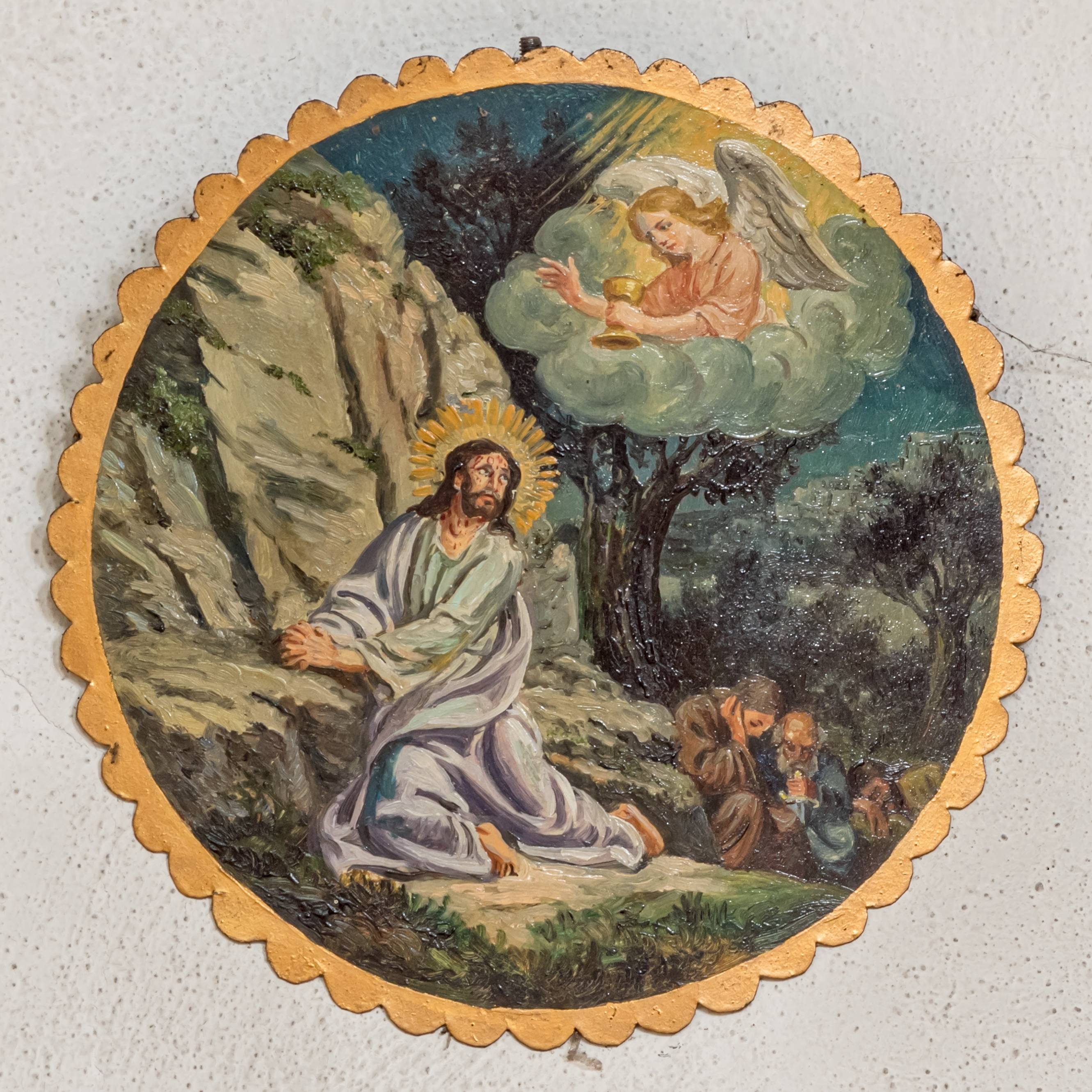
der für uns im Garten Blut geschwitzt hat (Lk 22,44 EU)
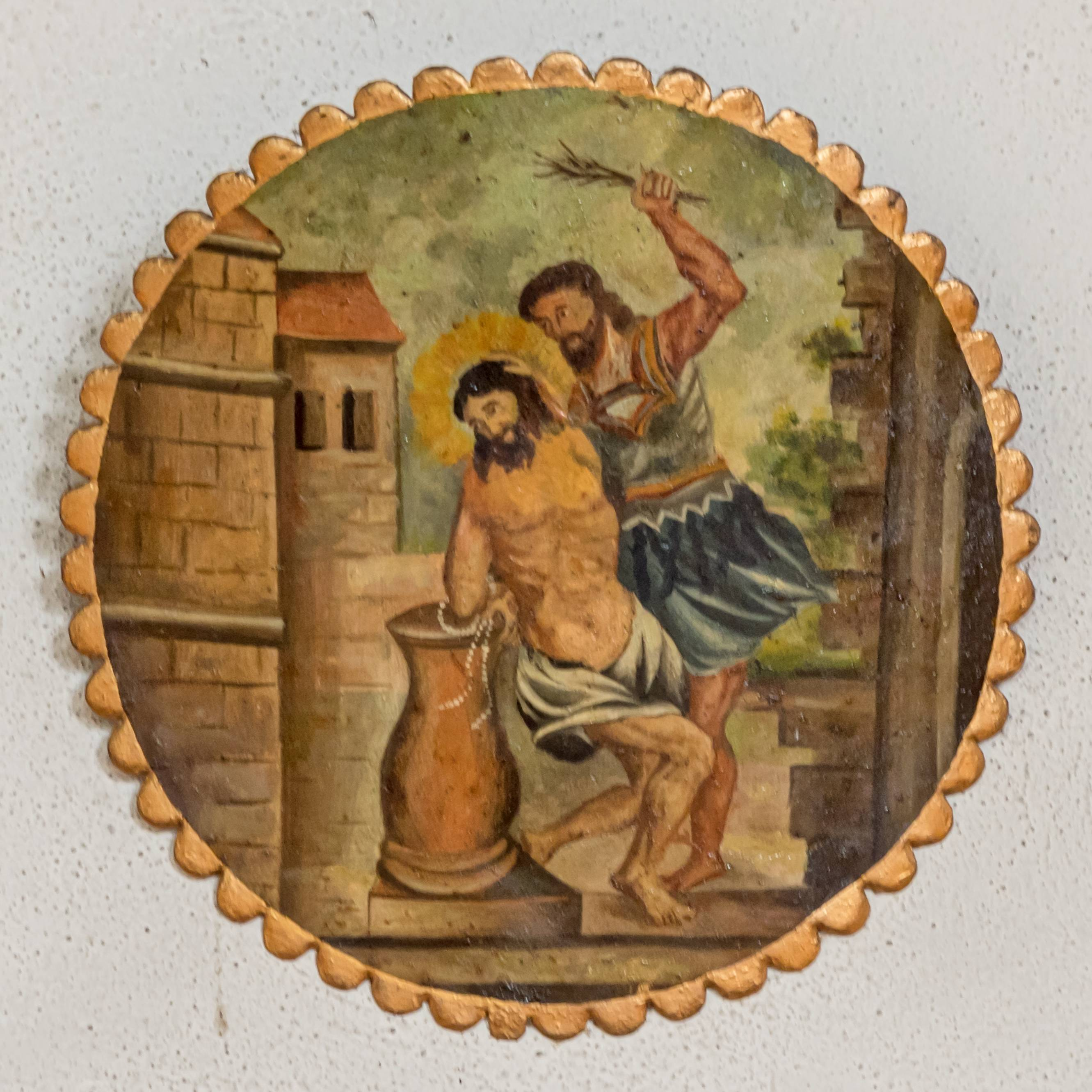
der für uns gegeißelt worden ist (Joh 19,1 EU)
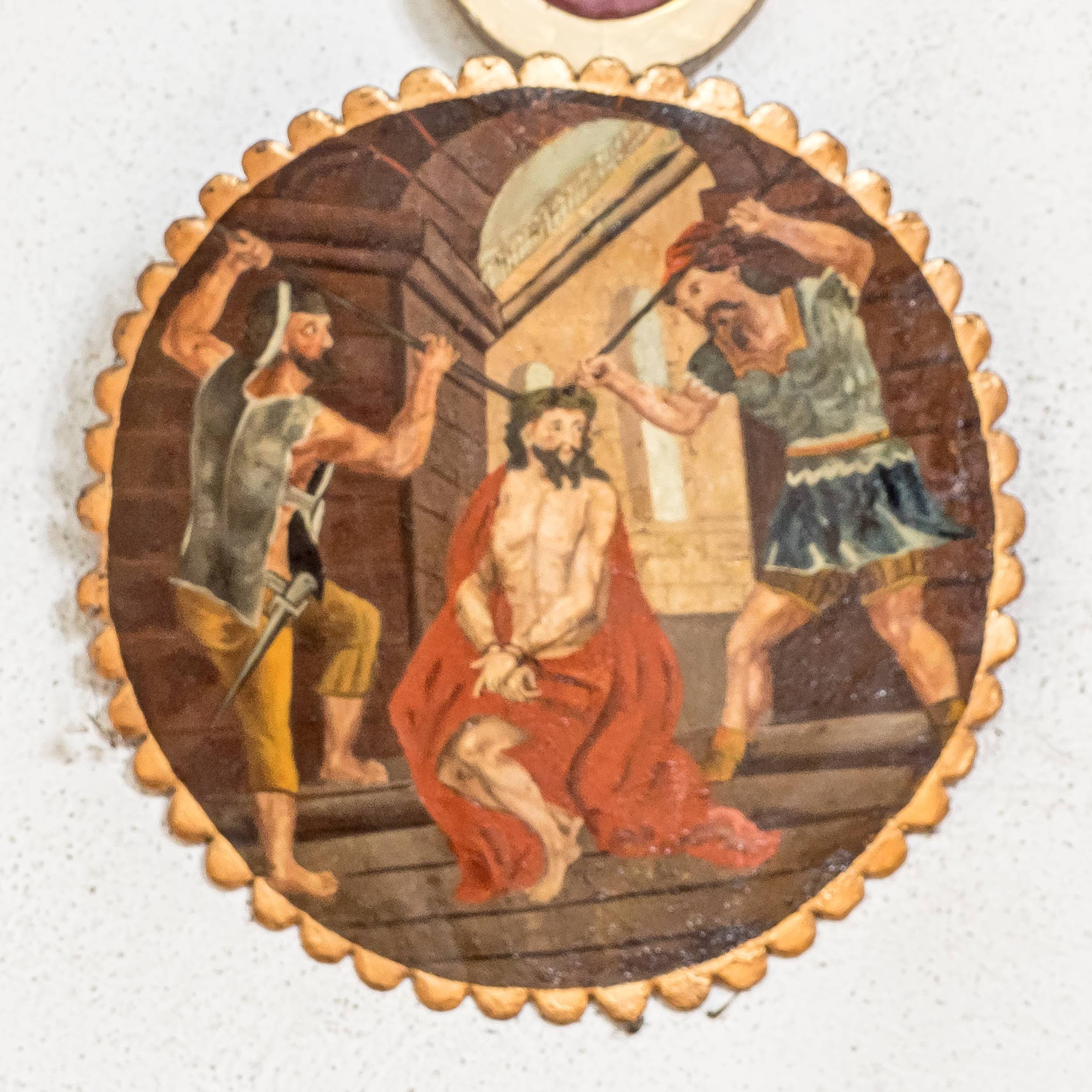
der für uns mit Dornen gekrönt worden ist (Joh 19,2 EU)
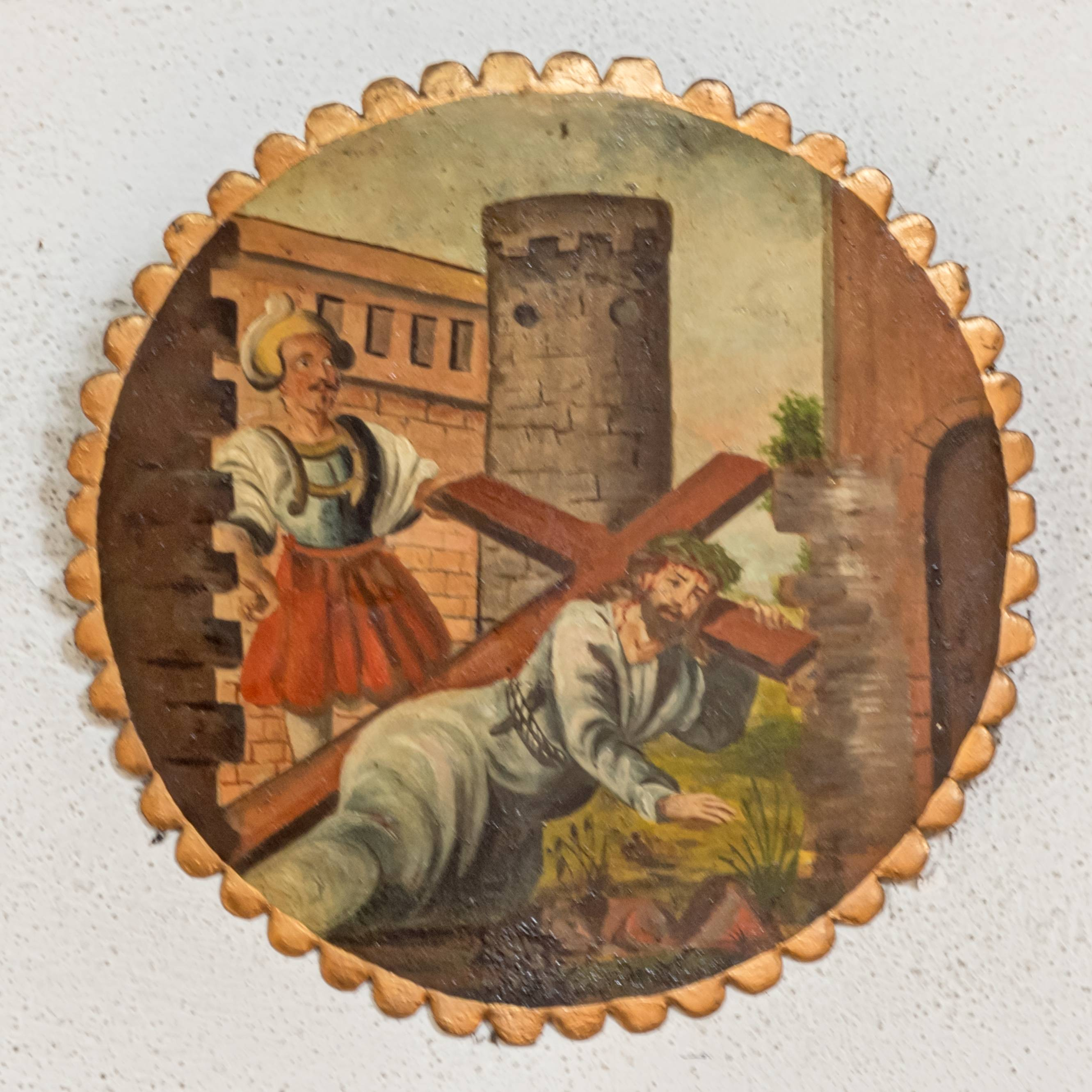
der für uns das schwere Kreuz getragen hat (Joh 19,17 EU)
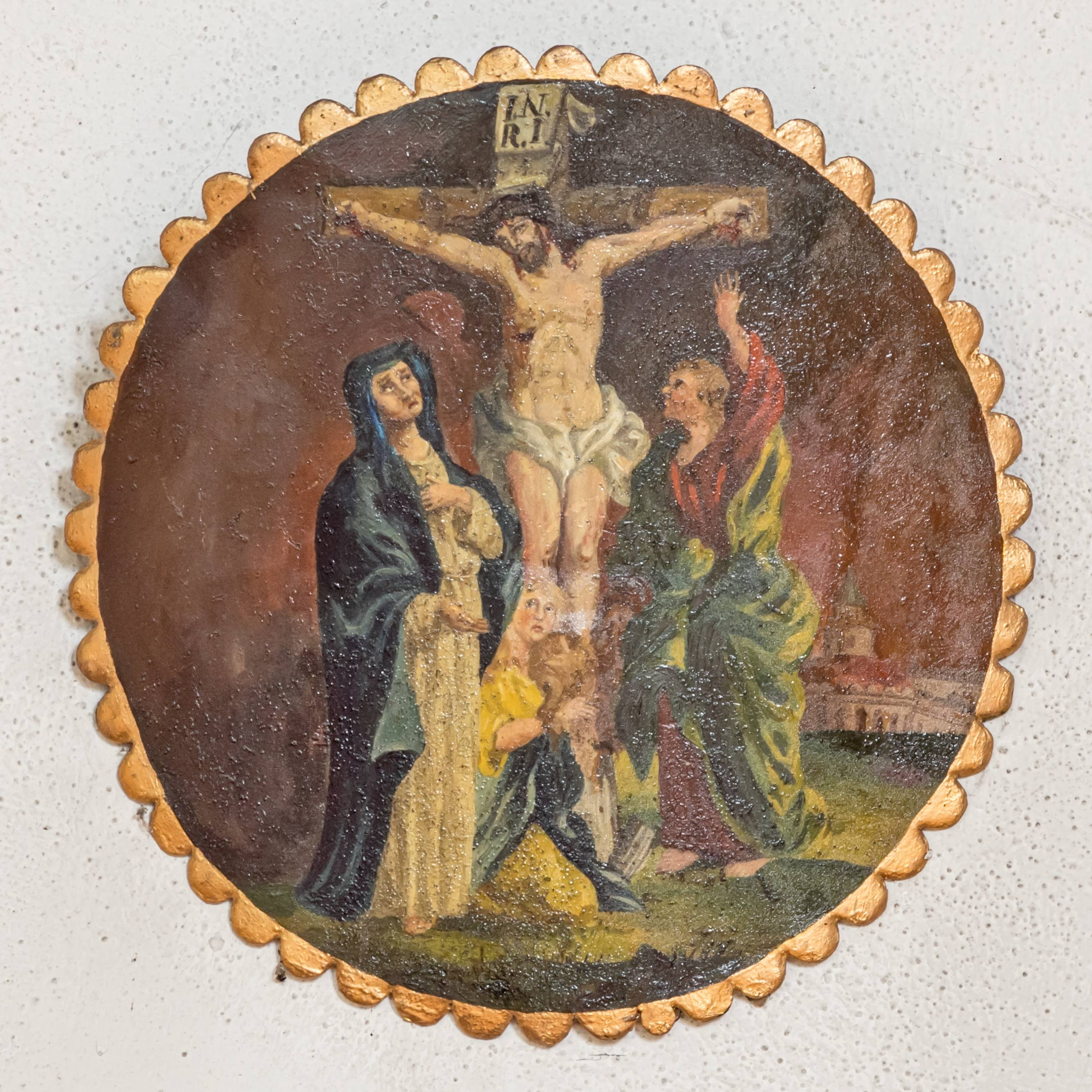
der für uns gekreuzigt worden ist (Joh 19,18 EU)

Glorreicher Rosenkranz
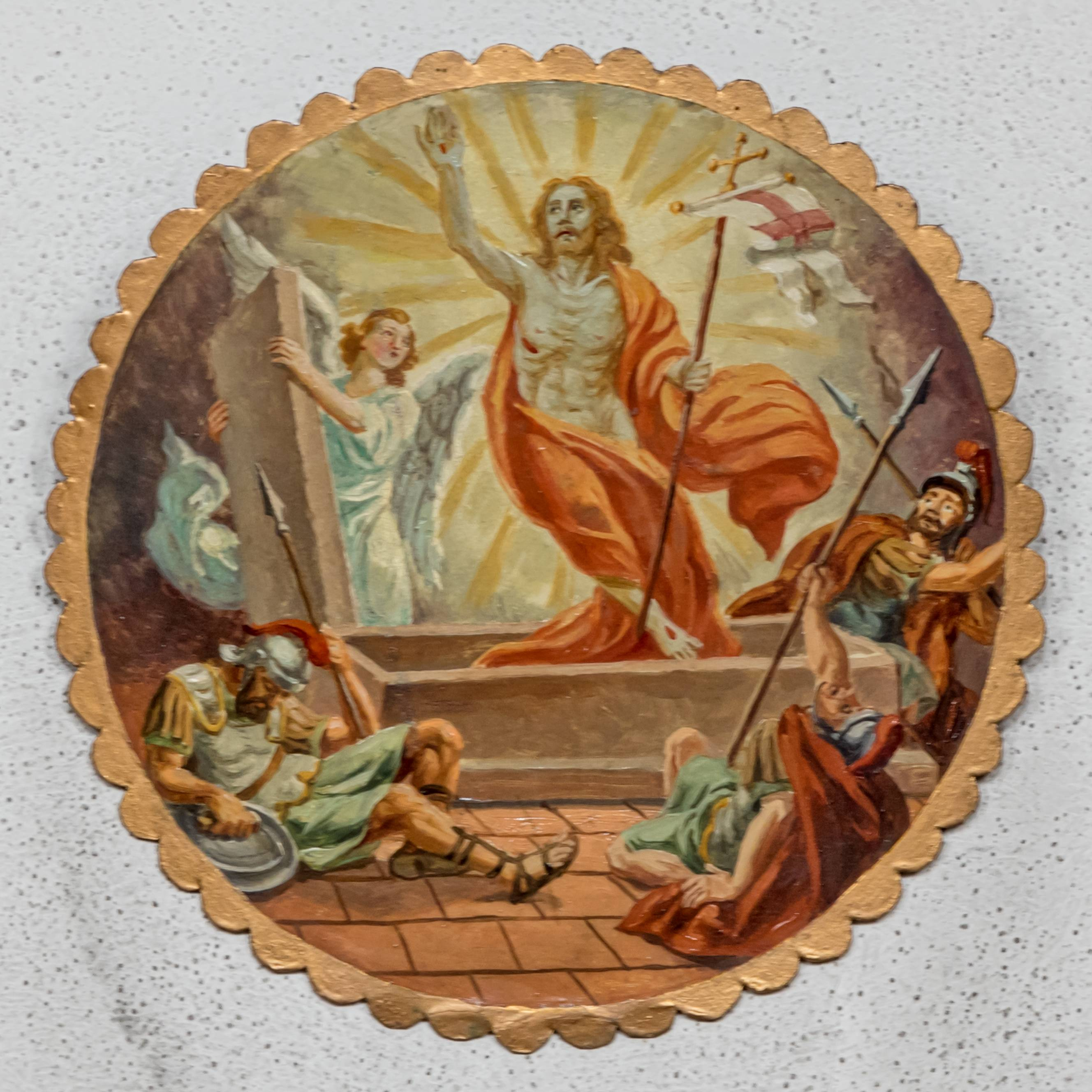
der von den Toten auferstanden ist (Lk 24,6 EU)
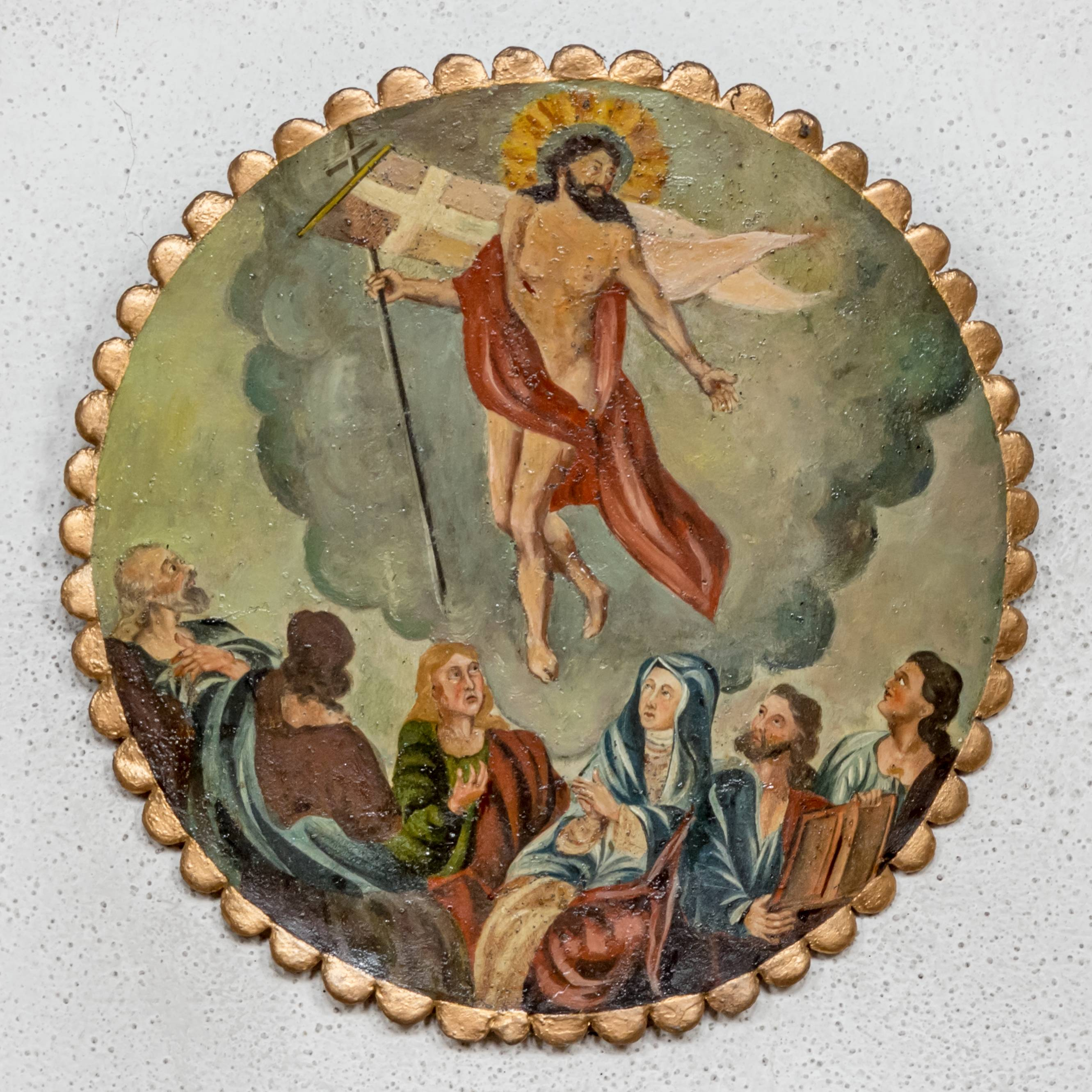
der in den Himmel aufgefahren ist (Apg 1,9–11 EU)
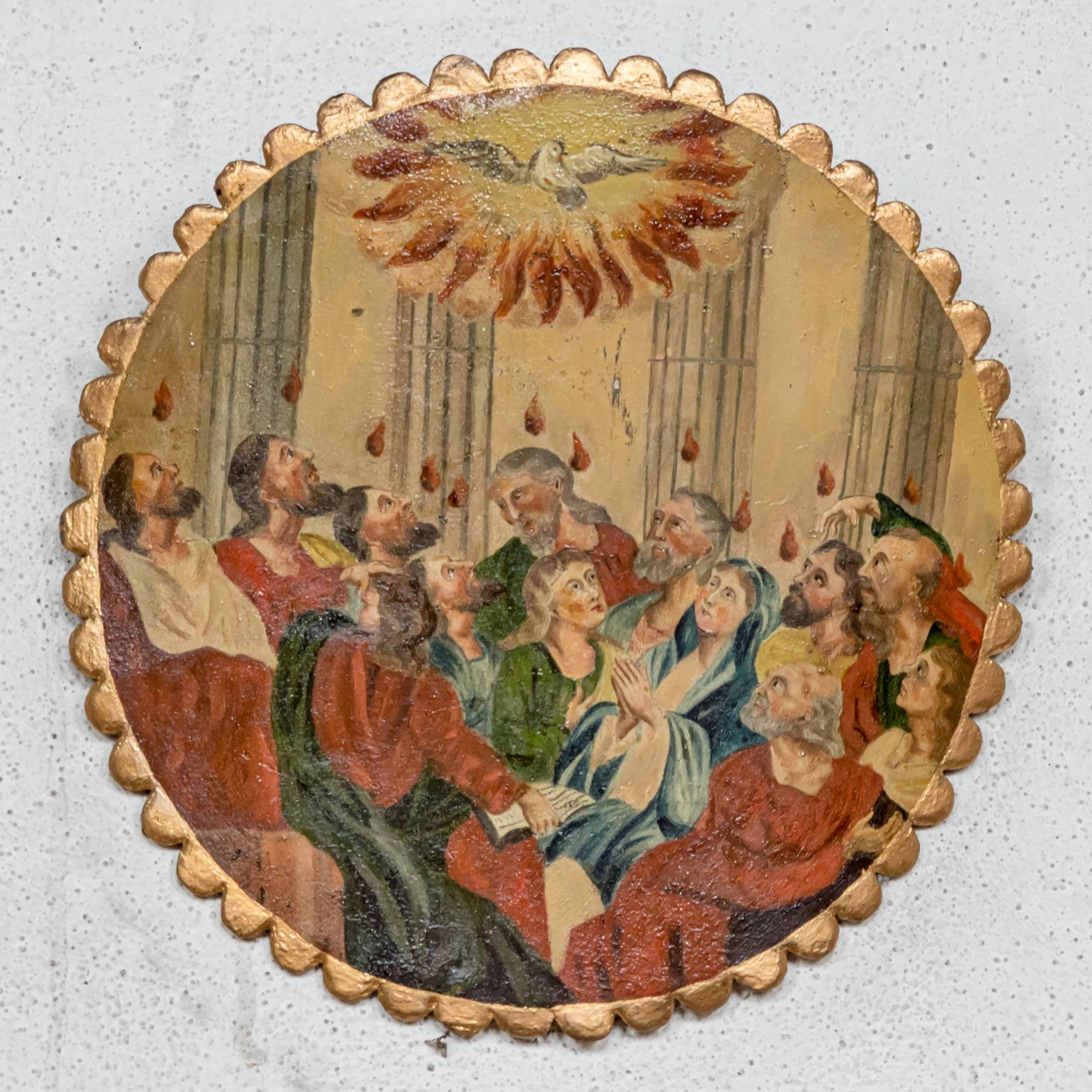
der uns den Heiligen Geist gesandt hat (Apg 2,1–13 EU)
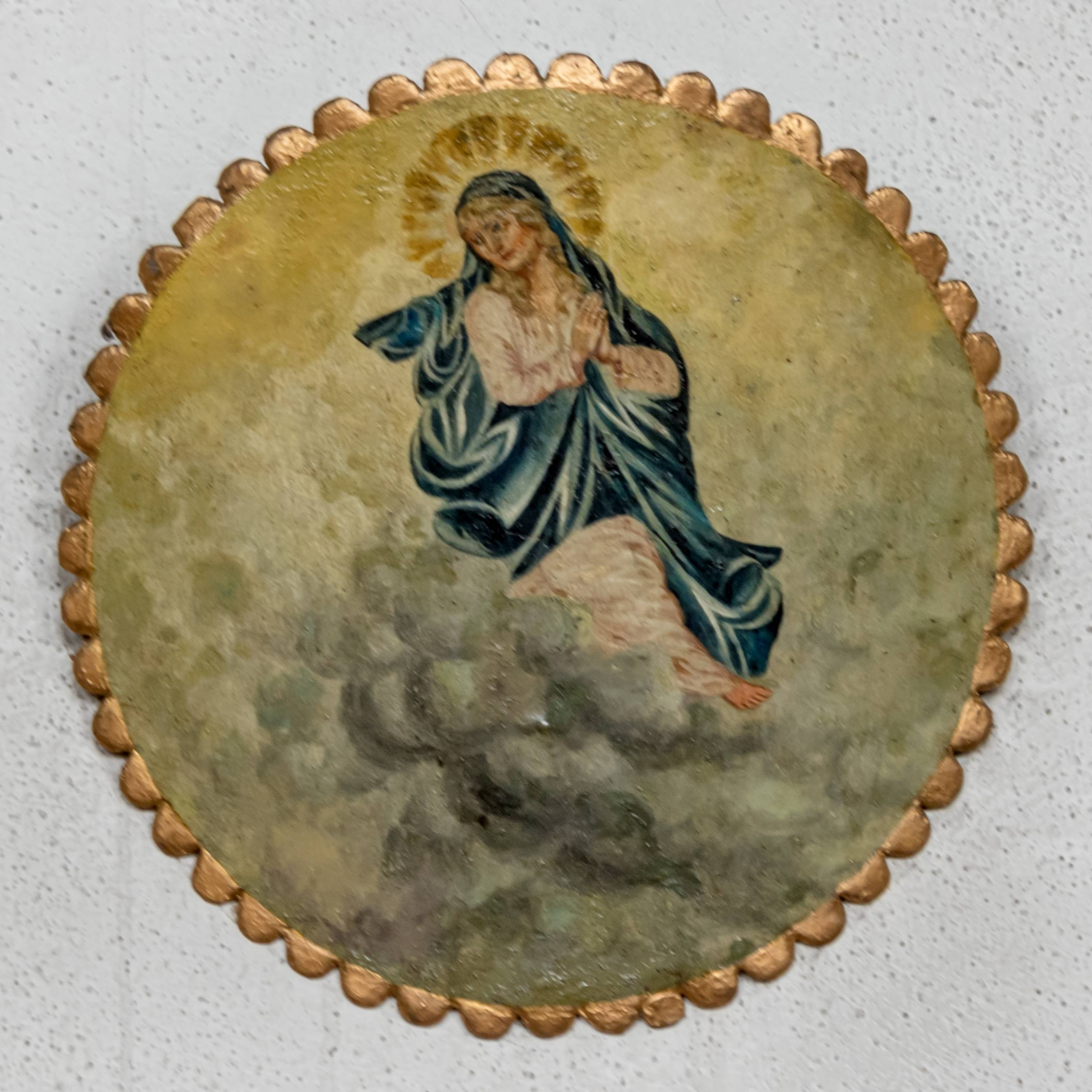
der dich, o Jungfrau, in den Himmel aufgenommen hat
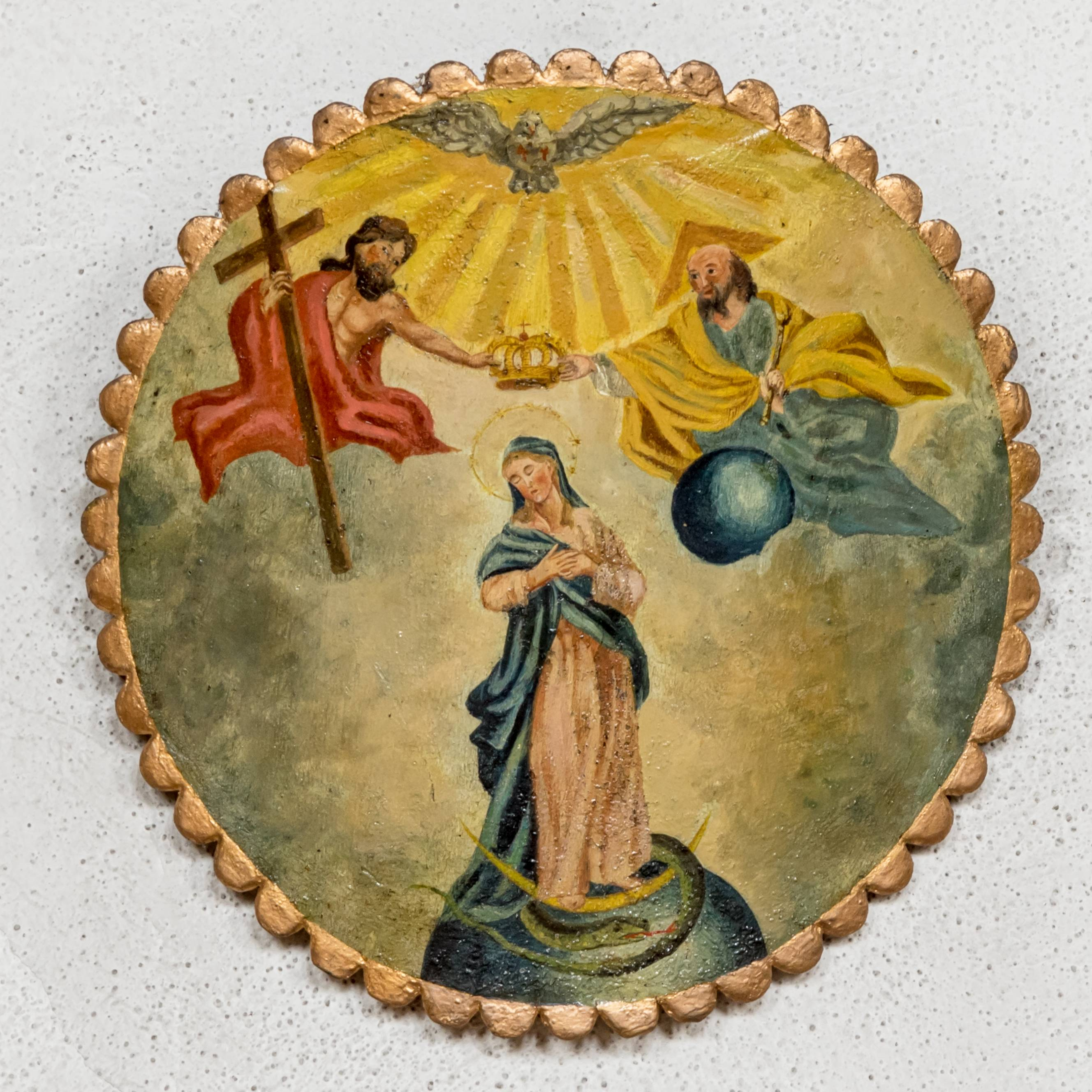
der dich, o Jungfrau, im Himmel gekrönt hat

Die beiden letzten „Geheimnisse“ entbehren einer direkten biblischen Grundlage, sind vielmehr die römisch-katholischen Dogmen der leiblichen Aufnahme Marias in den Himmel und ihrer Krönung im Himmel.

### Sonstiges

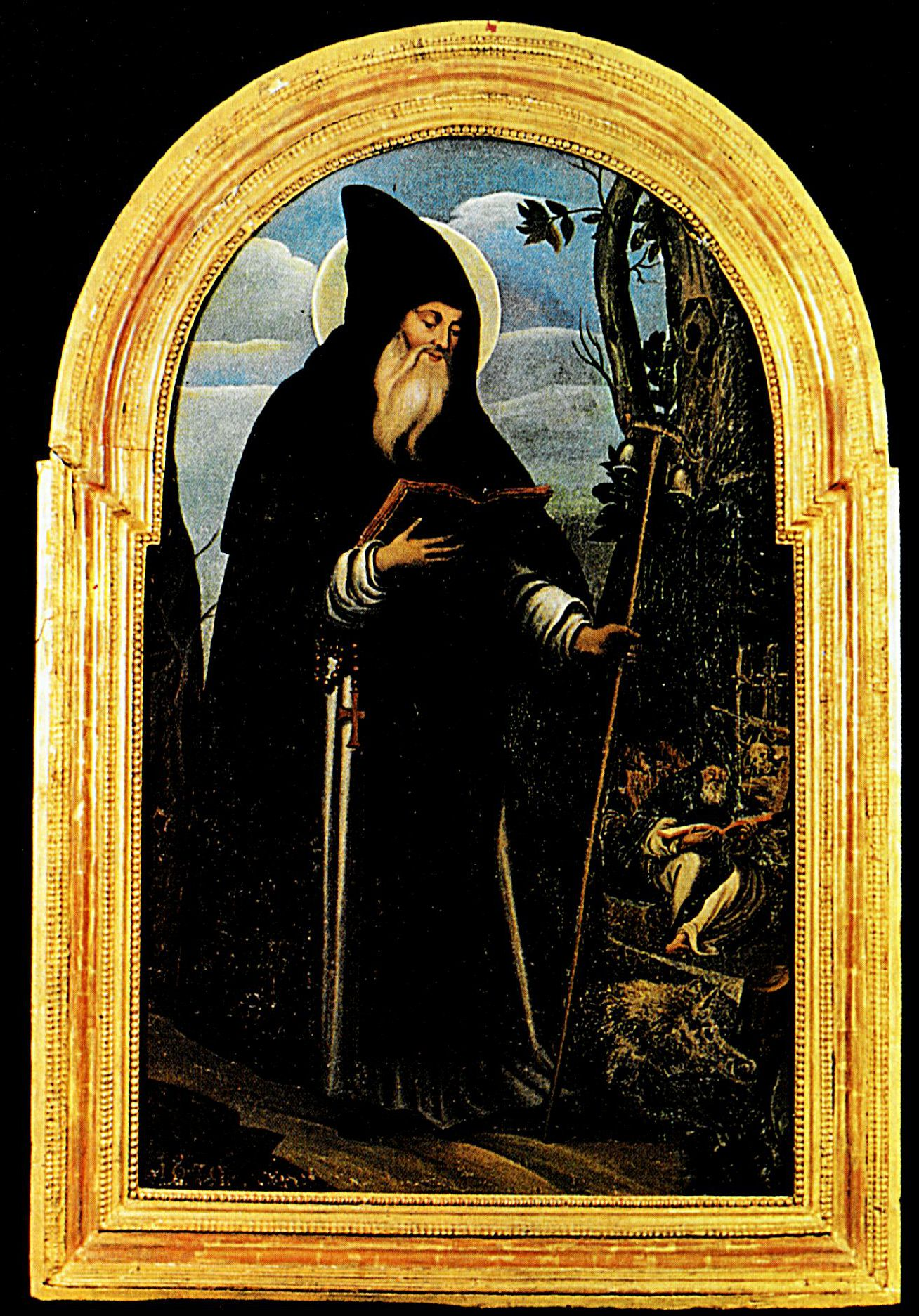
Heiliger Antonius. Unbekannter Künstler 1670

Über dem nördlichen Nebeneingang hängt das Hochaltarbild der alten Kirche, ein Ölgemälde von 1670. Der heilige Antonius ist zweimal dargestellt, als der ägyptische Eremit und als Heiliger des Antoniter-Ordens. Als Eremit kauert er, klein, rechts vor seiner Zelle und studiert ein Buch. Als namensgebender Ordensheiliger steht er groß in der Mitte, ein Buch in der rechten, seinen Taustab mit Glöckchen in der linken Hand, zu seinen Füßen ein Schwein, Attribute aus den Gepflogenheiten des Ordens, nämlich des „Quests“, der regelmäßigen Geldsammlung unter Ankündigung durch Glöckchen, und der Zucht der „Antoniusschweine“.
In Nischen unter der Orgelempore stehen eine Herz Mariä-Statue und eine Herz Jesu-Statue, beide 1910 von der Kunstwerkstätte Marmon in Sigmaringen gefertigt.

### Orgel

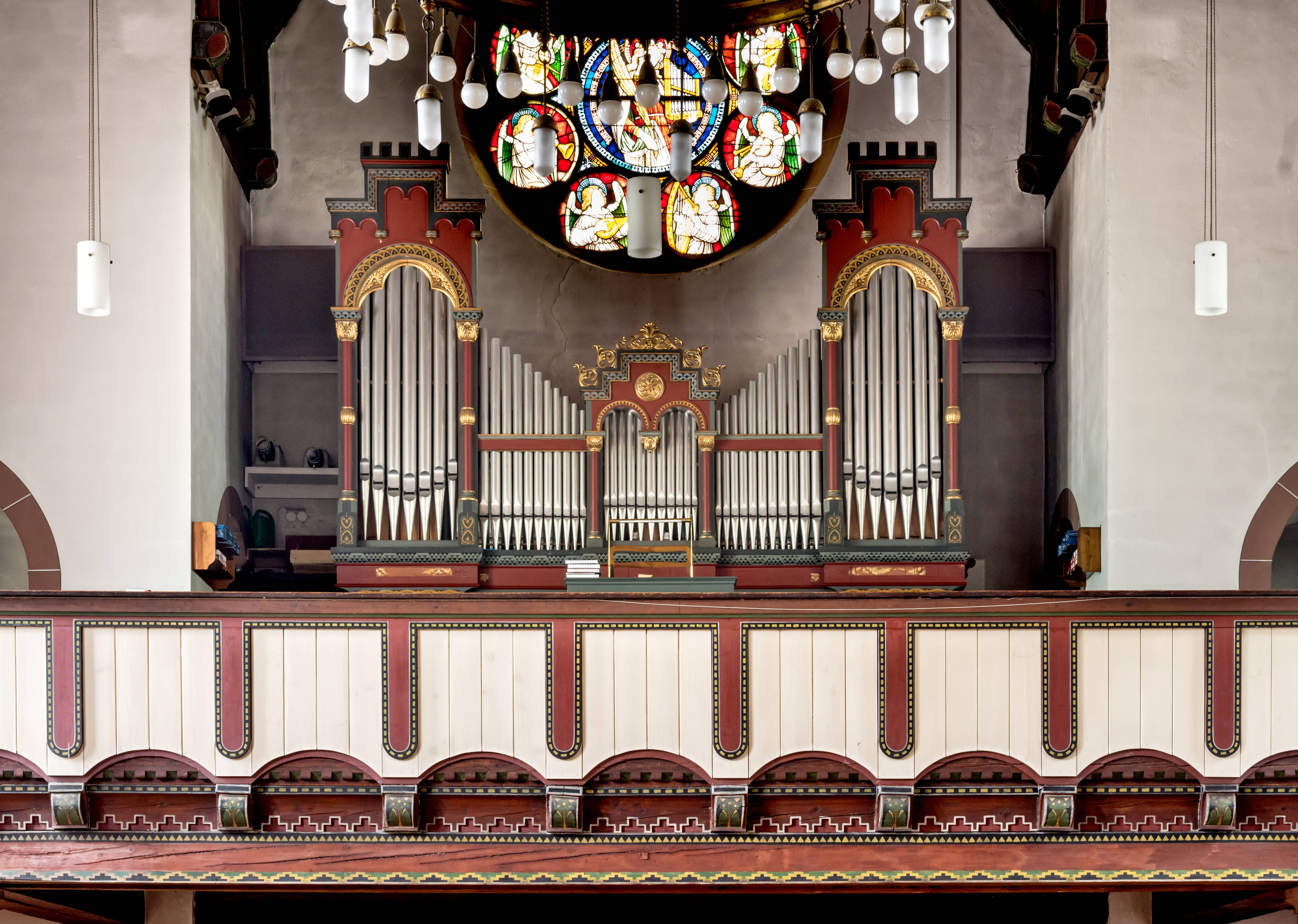
Orgel

Die elektropneumatische Orgel von St. Antonius wurde als Opus 162 von Wilhelm Schwarz & Sohn erbaut. Das Instrument verfügt über 15 klingende Register, die auf zwei Manuale und Pedal verteilt sind. Die Disposition lautet:
| I Hauptwerk C–g3 |                |       |
| 1.               | Bourdon        | 16′   |
| 2.               | Prinzipal      | 8′    |
| 3.               | Flauto amabile | 8′    |
| 4.               | Gamba          | 8′    |
| 5.               | Gedeckt        | 8′    |
| 6.               | Oktave         | 4′    |
| 7.               | Mixtur         | 2 ⁄3′ |

| II Schwellwerk C–g3 |                  |    |
| 8.                  | Geigenprinzipal  | 8′ |
| 9.                  | Salicional       | 8′ |
| 10.                 | Lieblich Gedeckt | 8′ |
| 11.                 | Vox coelestis    | 8′ |
| 12.                 | Traversflöte     | 4′ |
| 13.                 | Oktave           | 2′ |

| Pedal C–f1 |        |     |
| 14.        | Subbaß | 16′ |
| 15.        | Violon | 8′  |

- Koppeln: II/I, I/P, II/P, Sub II/I, Super I
- Spielhilfen: Piano, Forte, Volles Werk, autom. Piano-Pedal

## Würdigung
Zum fünfzigjährigen Jubiläum der Kirchweihe sagte Pfarrer Wendelin Gihr (1898–1970): „Talauf, talab weithin sichtbar, präsentiert sich die St. Antonius-Kirche dem Beschauer wie eine kleine Kathedrale. <...> Architektonisch bildet die Außenansicht ein abwechslungsreiches, ungemein aufgelockertes Bild, ganz gleich, ob man vom Obertal aus oder von der Anhöhe im Westen oder auch vom Marienplatz aus den Bau betrachtet.“ Nach Finkbeiner spricht die Kirche dieselbe Architektursprache, wenn auch vereinfacht, wie Jeblingers zuvor errichtetes Erzbischöfliches Ordinariat Freiburg: Schmuckformen wie Raute, Schachbrettfries, Bänderung, zierendes Relief, Dreiecksgiebel hier wie dort. Auch der Innenraum sei mit dem offenen Dachstuhl, mit den byzantisierend-neuromanischen Altären und dem byzantisierenden Kronleuchter zu einer überzeugenden Gesamtwirkung gebracht. Dank Jeblinger besitze Schuttertal einen stilvollen Sakralbau, Beispiel einen Historismus. Allgemein heißt es zu Jeblinger, er habe kurz vor dem Ausbruch des Ersten Weltkriegs noch einmal historisierende Architektur geschaffen und sei auch ein Meister der Kirchenausstattung. „Altäre, Glasmalerei, ornamentale Wand- und Deckenmalerei <...> werden zur stimmungsvollen Synthese, zum Gesamtkunstwerk gebracht.“